# Liste d'ouvrages sur l'Égypte antique classés par auteur
Voir aussi :
- la liste des ouvrages numérisés sur l'Égypte antique classés par auteur ;
- la liste des ouvrages par thème ;
- la liste de romans sur l'Égypte antique classés par auteur ;
- la liste de romans sur l'Égypte antique classés par titres.

- Haut – A
- B
- C
- D
- E
- F
- G
- H
- I
- J
- K
- L
- M
- N
- O
- P
- Q
- R
- S
- T
- U
- V
- W
- X
- Y
- Z

NotaLes ouvrages ci-dessous cochés  sont des ouvrages de référence, ceux cochés  peuvent être directement référencés dans la rédaction des articles en utilisant le modèle {{Nom de l'auteur}} (nom seul, sans prénom ni titre ou distinction) ; s'il y a plusieurs auteurs, un seul nom suffit.
Note techniqueLes titres de paragraphes servent d'ancres, dans la page de chaque auteur, au chapitre Publications.

## A

### Guillemette Andreu-Lanoë
- L'Histoire de l'humanité, avec Pierre Vidal-Naquet, Jacques Bertin, Hachette Littérature, 1992,  (ISBN 9782010189517)
- Images de la vie quotidienne en Égypte au temps des pharaons, Hachette, 1992,  (ISBN 2-01-012719-6)
- L'Égypte au temps des pyramides - Troisième millénaire avant J.-C., Hachette Littérature, 1994,  (ISBN 2010143566)
- Les Égyptiens au temps des pharaons, Hachette Pluriel, 1997,  (ISBN 2012788505)
- Avec Y. Laissus, L. Murat et R. Solé, À la découverte de l'Égypte, SERPA, Paris, 1998
- L'ABCdaire de l'Égypte ancienne, avec Patricia Rigault, Claude Traunecker, Flammarion, 1999,  (ISBN 2-08-012676-8)
- Les Artistes de Pharaon, Réunion des Musées nationaux (RMN), 2002,  (ISBN 2711844498)

### Dieter Arnold
- (en) The Encyclopedia of Ancient Egyptian Architecture, New York, 2003 ;
- (de) Lexikon der ägyptischen Baukunst [détail des éditions]
- (en) Temples of the last pharaohs, New York, Oxford University Press, 1999 ;
- (de) avec F. Arnold et S. Allen, Canaanite imports at Lisht, the Middle Kingdom capital of Egypt, vol. 5, Vienne, Ägypten und Levante, 1995 ;
- (de) Die Tempel Ägyptens : Götterwohnungen, Kultstätten, Baudenkmäler, Artemis & Winkler, 1992, 239 p. (ISBN 3-7608-1073-X) ;
- (de) Studien zur altägyptischen Keramik, Mayence, Éditions Philipp von Zabern, 1981 ;
- (de) Der Tempel Qasr el-Sagha, Mayence, Éditions Philipp von Zabern, 1979.

### Jan Assmann
- (de) Liturgische Lieder an den Sonnengott, no 19, Münchner ägyptologische Studien, B. Hessling, Berlin, 1969.
- (de) Der König als Sonnenpriester, no 7, Abhandlungen des deutschen archäologischen Instituts Kairo, Glückstadt, 1970.
- (de) Ägyptische Hymnen und Gebete, Artemis Verlag, Zürich, 1975.
- (de) Avec W. Burkert et F. Stolz, Funktionen und Leistungen des Mythos, drei altorientalische Beispiele, no 48, Fribourg, 1982.
- (de) Avec S. Schoske, Sonnenhymnen in thebanischen Gräbern, Éditeur Philipp von Zabern, Mainz am Rhein, 1983.
- (de) Re und Amun, die Krise des polytheistischen Weltbilds im Ägypten der 18.-20. Dynastie, no 51, Freiburg, 1983.
- (de) Ägypten, Theologie und Frömmigkeit einer frühen Hochkultur, Kohlhammer, Stuttgart, 1984.
- Maât, l'Égypte pharaonique et l'idée de justice sociale, Julliard, Paris, 1989 (épuisé); Maison de vie, Paris, 1999.
- (de) Der leidende Gerechte im alten Ägypten, zum Konfliktpotential der ägyptischen Religion, p. 203-224, Loyalitätskonflikte in der Religionsgeschichte, Königshausen und Neumann, Würzburg, 1990.
- (de) Ma'at, Gerechtigkeit und Unsterblichkeit im alten Ägypten, C.H.Beck, Munich, 1990.
- (de) Ein Gespräch im Goldhaus über Kunst und andere Gegenstände, p. 43-60, Gegengabe Brunner-Traut, Tübingen, 1992.
- (de) Der Tempel der ägyptischen Spätzeit als Kanonisierung kultureller Identität, p. 9-25, The Heritage of Egypt. Studies Iversen, Museum Tusculanum Press, Copenhague, 1992.
- (en) Egyptian solar religion in the new kingdom, Kegan Paul international, Londres, New York, 1995.
- (en) Egyptian solar religion in the new kingdom, Re, Amon and the crisis of polytheism, Édition KOI, Londres et New York, 1995.
- (de) Politische Theologie zwischen Ägypten und Israel, Carl Friedrich von Siemens Stiftung, Munich, 1995.
- Avec M. Wissa, K.A. Kitchen, R. Tefnin et P. Vernus, Ramsès II, roi soleil, no 102, Le monde de la Bible, Paris, 1997.
- Avec E. Blumenthal, Literatur und Politik im pharaonischen und PtolemŠischen Égypten, IFAO, Le Caire, 1999.
- (de) Ägyptische Hymnen und Gebete, Universitätsverlag, Freiburg, 1999.
- Avec C. Zivie-Coche, Images et rites de la mort dans l'Égypte ancienne, Cybèle, Paris, 2000.
- (de) Weisheit und Mysterium, C.H. Beck, Munich, 2000.
- (en) The search for God in ancient Egypt, Cornell University Press, Ithaca, 2001.
- Moïse l'Égyptien, 1997, trad. française, Aubier 2001
- Tombeaux et momies d'Égypte, Bayard, Paris, 2002.
- Mort et au-delà dans l'Égypte ancienne, 2003
- Le Prix du monothéisme, Aubier 2007
- La Mémoire culturelle, Flammarion, 2010
- Religio Duplex : Comment les Lumières ont réinventé la religion des Égyptiens, Aubier, 2013
- Le pouvoir des images. De la performativité des images en Égypte ancienne, in 'Penser l'image II. Anthropologies du visuel, dir. Emmanuel Alloa, Dijon: Les presses du réel, 2015, pp 173-206.

## B

### Paul Barguet
- Le Temple d'Amon-Rê à Karnak - Essai d'exégèse, IFAO, 1962 (réimpression 2006, augmentée d'une édition électronique par Alain Arnaudiès)
- Le Livre des Morts des anciens Égyptiens, éd. du Cerf, 1967
- Les Textes des sarcophages égyptiens du Moyen Empire, éd. du Cerf, 1986

### Jürgen von Beckerath
- (de) Tanis und Theben, historische Grundlagen der Ramessidenzeit in Ägypten, no 16, Ägyptologische Forschungen, J.J. Glückstadt, 1951.
- (de) Untersuchungen zur politischen Geschichte der zweiten Zwischenzeit in Ägypten, Glückstadt, 1964.
- (de) Untersuchungen zur politischen Geschichte der Zweiten Zwischenzeit in Ägypten, Munchen-Berlin, 1965.
- (de) Chronologie des pharaonischen Ägypten. Die Zeitbestimmung der ägyptischen Geschichte von der Vorzeit bis 332 v. Chr., Münchner Ägyptologische Studien, Bd. 46. Éditeur Philipp von Zabern, Mayence, 1997,  (ISBN 3-8053-2310-7) ;
- (de) Dictionnaire encyclopédique de l'Ancienne Égypte [« Handbuch der altägyptischen Königsnamen »] [détail des éditions]

### Giovanni Battista Belzoni
- Voyage en Égypte et en Nubie [détail des éditions] ;
- (en) Description of the Egyptian Tomb discovered by G. Belzoni, Londres, Murray, 1821 ;
- (en) Narrative of the operations and recent discoveries within the pyramids, temples, tombs, and excavations, in Egypt and Nubia, and of a journey to the coast of the Red Sea, in search of the ancient Berenice, vol. 1 & 2, Londres, Murray, 1821, p. 229-230.

### Jacques Benoist-Méchin
- Cléopâtre, Librairie Académique Perrin, 1994,  (ISBN 2-7028-0374-1)

### André Bernand
- Alexandrie la Grande, éd. Hachette, 1996

### Mubabinge Bilolo
- Les cosmo-théologies philosophiques de l’Égypte Antique. Problématique, prémisses herméneutiques et problèmes majeurs, Kinshasa-Munich, 1986.
- Les cosmo-théologies philosophiques d'Héliopolis et d'Hermopolis. Essai de thématisation et de systématisation, Kinshasa-Munich, 1987.
- Le Créateur et la Création dans la pensée memphite et amarnienne. Approche synoptique du Document Philosophique de Memphis et du Grand Hymne Théologique d'Echnaton, Kinshasa-Munich, 1988
- Métaphysique Pharaonique IIIe millénaire av. J.-C., Kinshasa-Munich, 1995.

### Alain Blottière
- Petit Dictionnaire des dieux égyptiens, éd. Zulma, 2000.

#### Marie-Ange BonhemeetAnnie Forgeau
- Pharaon. Les secrets du pouvoir, éd. A. Colin, 1988.

### Charles Bonnet
- Études sur l'Égypte et le Soudan anciens, avec Bernard Boyaval, Brigitte Gratien, Dominique Valbelle, Michel Dewachter, Luc Limme, Yvan Koenig, Françoise de Cenival, Françoise Dunand, Jean Gascou, Jean Vercoutter et Bernadette Menu, CRIPEL, Presses universitaires de Lille, septembre 1975, janvier 1976, 1979, 1981 et janvier 1985.

- Sociétés urbaines en Égypte et au Soudan, avec Brigitte Gratien, Françoise Dunand, Yvan Koenig, Michel Dewachter, Bernard Boyaval, Françoise de Cenival, Jean Gascou et Dominique Valbelle, CRIPEL, Presses universitaires de Lille, janvier 1985.
- Le sanctuaire d'Hathor, maîtresse de la turquoise, Sérabit el-Khadim au Moyen Empire, avec Dominique Valbelle, Picard, Paris, 1996.
- Le Sinaï durant l'antiquité et le Moyen Âge, 4000 ans d'histoire pour un désert, avec Dominique Valbelle, colloque tenu à l'UNESCO (septembre 1997), Errance, Paris, 1998.
- Édifices et rites funéraires à Kerma, avec Louis Chaix, Béatrice Privati, Marion Berti, Daniel Berti, Alfred Hidber et Dominique Valbelle, Mission archéologique de l'Université de Genève à Kerma, collection Érudition, Errance, Paris, mai 2000.
- Le Temple principal de la ville de Kerma et son quartier religieux, avec Dominique Valbelle, Béatrice Privati, Marion Berti, Daniel Berti et Alfred Hidber, Mission archéologique de l'Université de Genève à Kerma, collection Éruditions, Errance, Paris, mai 2004.
- Des pharaons venus d'Afrique : la cachette de Kerma, avec Dominique Valbelle et Jean Leclant, Citadelles et Mazenod, octobre 2005. En anglais: The nubian Pharaohs: Black kings on the Nile, the American University in Cairo Press, décembre 2006.

### Pierre du Bourguet
- Histoires et légendes de l'Égypte mystérieuse, Tchou, 1968
- Grammaire fonctionnelle et progressive de l'égyptien démotique, Peeters, Louvain, 1976
- L'Art égyptien, DDB, 1979

### Florence Braunstein
- Le Roi Scorpion, Mercure de France, 1994,  (ISBN 2-7028-0369-5)

### British Museum
- Le Livre de l'Ancienne Égypte, Philippe Lebaud, 1995,  (ISBN 2-86645-187-2)

## C

### Howard Carter
- (en) The Tomb of Thoutmôsis IV, Theodore M. Davis' Excavations, Bibân el Molûk 1, A. Constable, Westminster, 1904.
- (en) Avec Henri Édouard Naville et Théodore Monroe Davis, The Tomb of Hâtshopsîtû, Theodore M. Davis' Excavations, Bibân El Molûk, A. Constable, Londres, 1906.
- (en) Avec A. Cruttenden Mace, The Tomb of Tut-Ankh-Amen, 3 vol., Cassell, Londres, 1923.
- (en) The Tomb of Tut-ankh-amen, Statements, as to the events which occured in Egypt in the winter of 1923-24, leading to the ultimate break with the Egyptian government, Cassell, Londres, 1924.
- (en) Avec A.C. Mace, Tut-ench-Amun, Leipzig, 1924.
- (en) Avec A.C. Mace, The Tomb of Tut-Ankh-Amen, Cassell, Londres, 1927-1930.
- (en) Unpublished notes and papers, Griffith Institute, Oxford.
- La fabuleuse découverte de la tombe de Toutânkhamon - 5 novembre 1922 : L'auteur découvre le sarcophage royal [détail des éditions]
- (pl) Avec A.C. Mace, Odkrycie grobowca Tutanchamona, Varsovie, (posthume), 1997.

### Sylvie Cauville
- Dendera XIII. Traduction. Le pronaos du temple d'Hathor : Façade et colonnes, Peeters, Louvain, 2011,  (ISBN 978-90-429-2339-3)
- Dendera XIV. Traduction. Le pronaos du temple d'Hathor : Parois intérieures, Peeters, Louvain, 2011,  (ISBN 978-90-429-2396-6)

### Jean-François Champollion
- Annales des Lagides, ou chronologie des rois grecs d'Égypte successeurs d'Alexandre le Grand, Paris, Le Normant, 1819 ;
- Lettre à M. Dacier relative à l'alphabet des hiéroglyphes phonétiques, 1822 ;
- Panthéon égyptien, collection des personnages mythologiques de l'ancienne Égypte, d'après les monuments, 1823 (lire en ligne)texte explicatif des illustrations de Léon-Jean-Joseph Dubois ;
- Précis du système hiéroglyphique des anciens Égyptiens, 1824 ;
- Lettres à M. le Duc de Blacas d'Aulps, 1826 ;
- Notice descriptive des monuments égyptiens du musée Charles X, 1827 ;
- Précis du système hiéroglyphique des anciens Égyptiens ou Recherches sur les éléments premiers de cette écriture sacrée, sur leurs diverses combinaisons, et sur les rapports de ce système avec les autres méthodes graphiques égyptiennes, 1828 ;
- Lettres écrites d'Égypte et de Nubie, 1828-1829 (lire en ligne) ;
- Grammaire égyptienne, 1836 (posthume) ;
- Dictionnaire égyptien en écriture hiéroglyphique, 1841 (posthume) (lire en ligne) ;
- Principes généraux de l'écriture sacrée, nouvelle édition préfacée par Christiane Ziegler, Institut d'Orient, 1984.

### Nadine Cherpion
- Mastabas et hypogées d'Ancien Empire. Le problème de la datation, Bruxelles, Connaissance de l'Égypte ancienne, coll. « Connaissance de l'Égypte ancienne », 1989, 241 p. (ISBN 2-87268-001-2)

### Peter A. Clayton
- Chronique des Pharaons [détail des éditions]

### Pierre Henri Communay
- Les Pyramides d'Égypte. Une histoire simple. Analyse mathématique, Saubens, Groupe de recherche et d'édition, 2005, 612 p., 16x24 cm (ISBN 2-84139-037-3)
- L'Énigme des Pyramides Rê-solue. Code hélios, Groupe de recherche et d'édition, 2007, 310 p., 16x24 cm (ISBN 978-2-84139-038-0 et 2-84139-038-1)

### Jean-Pierre Corteggiani
- Les Grandes Pyramides : Chronique d’un mythe, Paris, Éditions Gallimard, coll. « Découvertes Gallimard / Archéologie » (no 501), 2006, 128 p. (ISBN 978-2-0703-3941-9).

### Pierre Crozat
- Système constructif des pyramides [détail des éditions]
- Le Génie des Pyramides, Dervy Ed., 2002,  (ISBN 2844541615)

## D

### Maurizio Damiano-Appia
- Guide archéologique. Égypte et Nubie I., 1997 (ISBN 84-413-0703-2) ;
- Dictionnaire encyclopédique de l'Ancienne Égypte [détail des éditions]
- L'Égypte antique  (trad. de l'italien), Paris, éd. Gallimard, 2002, 399 p. (ISBN 2-07-011699-9).

### Alain Darne
- Akhénaton l'hérétique, Éditions Anne Carrière, 1999,  (ISBN 2-7028-3118-4)

### François Daumas
- Les Mammisis des temples égyptiens, Les Belles Lettres, Paris, 1958,
- Les Mammisis de Dendara, IFAO, Le Caire, 1959,
- Les dieux de l'Égypte, Presses universitaires de France, Paris, 1965 ; réédit. 1977,
- La civilisation de l'Égypte pharaonique, Arthaud, 1965 ; réédit. 1988,  (ISBN 2700306678),
- Avec E. Chassinat :
  - Le temple de Dendara, VI, IFAO, Le Caire, 1965,
  - Le temple de Dendara, VII, 2 fasc., IFAO, Le Caire, 1972,
  - Le temple de Dendara, VIII, 2 fasc., IFAO, Le Caire, 1978,
- Avec A. Guillaumont, Kellia I, Kôm 219, FIFAO, Le Caire, 1969,
- Od Narmera do Kleopatry, Warsaw, 1973,
- La vie dans l'Égypte ancienne, Que sais-je ?, PUF (Presses universitaires de France), Paris, 1974,
- Hymnes et prières de l'Égypte ancienne, avec André Barucq, Éditions du CERF, janvier 1980,  (ISBN 2204013374),
- Avec Cyril Aldred, Christiane Desroches Noblecourt et Jean Leclant, L'Égypte du crépuscule, L'univers des formes, Gallimard, Paris, 1980,
- Avec G. Castel et J.C. Golvin, Les fontaines de la porte nord, Dendera, monuments de l'enceinte sacrée, Le Caire, 1984,
- Le temple de Dendara, IX, IFAO, Le Caire, 1987,
- Amour de la vie et sens du divin dans l'Égypte ancienne, Éd. Fata Morgana, collection Hermes, 1998,  (ISBN 285194455X).

### Christian Delacampagne
- Immortelle Égypte, éd. Nathan, 1990 / éd. de la Martinière, 1993  (ISBN 2-7441-1356-5)

### Thierry De Putter
- Les pierres utilisées dans la sculpture et l'architecture de l'Égypte pharaonique. Guide pratique illustré, Bruxelles, Connaissance de l'Egypte ancienne, coll. « Connaissance de l'Égypte ancienne » (no 4), 1992, 176 p. (ISBN 2-87268-003-9)

### Christiane Desroches Noblecourt
- La Femme au temps des pharaons, éd. Stock, 1986
- La Grande Nubiade - Le parcours d'une égyptologue, Stock, 1992  (ISBN 2-7242-7128-9)
- Ramsès II la véritable histoire [détail des éditions]
- La Reine Mystérieuse - Hatchepsout, Pygmalion, 2003  (ISBN 2-7441-5818-6)
- Symboles de l'Égypte, éd. Desclée de Brouwer, 2004

### Michel Dewachter
- Champollion : Un scribe pour l’Égypte, Paris, Éditions Gallimard, coll. « Découvertes Gallimard / Archéologie » (no 96), 1990, 144 p. (ISBN 978-2-0705-3103-5).

### Cheikh Anta Diop
- Nations Nègres et Culture, éd. Présence Africaine, 1954, 1979, 1999, 562 pages  (ISBN 2-7087-0688-8)
- Antériorité des civilisations nègres : mythe ou vérité historique ? Paris, éd. Présence africaine, 1967, 1993
- Parenté génétique de l'égyptien pharaonique et des langues négro-africaines, Dakar, IFAN-NEA, 1977
- L'Antiquité africaine par l'image, Dakar, IFAN-NEA, 1975, 1998
- Nouvelles recherches sur l'égyptien ancien et les langues négro-africaines modernes, Paris, éd. Présence africaine, 1981

### Étienne Drioton
Ouvrages
- avec Pierre du Bourguet, Les Pharaons à la conquête de l'art, DDB, 1965
- Sakkarah : les monuments de Zoser, Institut français d'archéologie orientale, Le Caire, 1951
- avec Jacques Vandier, L'Égypte - Des origines à la conquête d'Alexandre, PUF, 1938
- avec Henri Sottas, Introduction à l'étude des hiéroglyphes, Librairie orientaliste Paul Geuthner, 1922
- Essai sur la cryptographie privée de la fin de la XVIIIe dynastie
- Recueil de cryptographie monumentale

Articles et textes de conférences
- « La plus ancienne pièce du théâtre égyptien », Revue du Caire no 236, 1960, 23 p. catalogue.bnf.fr
- « À la recherche du théâtre de l'ancienne Égypte », Arts As. I, p. 96-108, 1954, catalogue.bnf.fr
- « La question du théâtre égyptien », Comptes-rendus des séances de l'Académie des Inscriptions et Belles-Lettres, p. 52-63, Paris 1954, catalogue.bnf.fr
- « Le théâtre dans l'ancienne Égypte », Revue d'histoire du théâtre, volume I-II, p. 7-45, 1954, catalogue.bnf.fr
- Le théâtre dans l'Ancienne Égypte, extrait de la Revue d'Histoire du Théâtre 1954 -I-II, 38 pp, avec 4 planches n&b h.t. ;
- Une mutilation d'image avec motif, extrait du Journal of the Czechoslovak Oriental Institute, Prague, vol. XX, nos 3-4, 1952, 5 pp, avec 1 planche n&b h.t. ;
- À propos des temples égyptiens, Éditions Revue du Caire, 1951, 22 pp ;
- L'organisation économique de l'Égypte ancienne, Cahiers d'histoire égyptienne, série III, fasc. 3, mars 1951, 15 pp ;
- À propos d'une statue naophore d'époque ptolémaïque, extrait du Bulletin de l'Institut d'Égypte, t. XXXIII, session 1950-1951, 16 pp ;
- Les origines pharaoniques du Nilomètre de Rodah, extrait du Bulletin de l'Institut d'Égypte, t. XXXIV, session 1950-1951, 26 pp ;
- Le musée de Boulac, extrait des Cahiers d'histoire égyptienne, le Caire, série III, fasc. 1, nov. 1950, numéro spécial, 12 pp ;
- Notice nécrologique : Togo Mina 1906-1949, extrait du Bulletin de l'Institut d'Égypte, t. XXXII - session 1949-50, 5 pp ;
- « Le théâtre à l'époque pharaonique », Revue des conférences françaises en orient, Le Caire, 1949, 12 p. catalogue.bnf.fr
- Le jugement des âmes dans l'Ancienne Égypte, Éditions de la Revue du Caire, 1949, 20 pp ;
- Le monothéisme de l'Ancienne Égypte, extrait des Cahiers d'histoire égyptienne, janvier 1949, 19 pp ;
- La pédagogie au temps des Pharaons, extrait de la Revue des Conférences françaises en Orient, mai 1949, 6 pp ;
- Un orant de style populaire, (Extratto da Scritti in onore di Ippolito Rosellini pubblicati a cura dell'Università di Pisa), vol.1, 1949, 5 pp, avec 2 pl. n&b h.t. ;
- « Nouveaux fragments de théâtre égyptien », Revue du Caire, 1948, 34 p. catalogue.bnf.fr
- « Le texte dramatique d'Edfou », Supplément aux Annales du Service des antiquités de l'Égypte, cahier no 11, Le Caire, Institut français d'archéologie orientale, 1948, 148 p. catalogue.bnf.fr
- Paganisme égyptien et monachisme, extrait de la Revue des Conférences françaises en Orient, décembre 1948, conférence donnée au Caire le 14 avril 1948, 8 pp ;
- La religion égyptienne dans ses grandes lignes, Édition de la Revue du Caire, 1945, 34 pp ;
- Cyrille d'Alexandrie et l'ancienne religion égyptienne, extrait de Kyrilliana, anniversaire-hommage, Le Scribe Égyptien, le Caire, 1947, 14 pp ;
- « Le théâtre égyptien », Revue du Caire, 1942, 113 p. catalogue.bnf.fr
- Notes sur le cryptogramme de Montouemhêt, extrait de l'Annuaire de l'Institut de Philologie et d'Histoire Orientales de Bruxelles, t. III, 1935, 8 pp) ;
- La cryptographie égyptienne, extrait de la Revue Lorraine d'Anthropologie, conférences 1933-1934, 23 pp ;
- La dévotion privée à l'époque pharaonique, Cahiers d'histoire égyptienne, 10 pp ;
- La protection magique de Thèbes à l'époque des Ptolémées, revue non précisée, sd, 10 pp, 1 pl. n&b h.t.

### Françoise Dunand
- avec Christiane Zivie-Coche, Dieux et hommes en Égypte, Armand Colin, 1991
- avec Roger Lichtenberg, Les Égyptiens, Le chêne, coll. « Les grandes civilisations », 248 p.
- avec Roger Lichtenberg, Les Momies : Un voyage dans l’éternité, Paris, Éditions Gallimard, coll. « Découvertes Gallimard / Archéologie » (no 118), 1991, 128 p. (ISBN 978-2-0705-3167-7)
- Isis, mère des dieux, Actes Sud, Arles, 2008, coll. « Babel », 356 p.

## E

### Iorwerth Eiddon Stephen Edwards
- (en) Cambridge Ancient History: Early History of the Middle East, Volume 1/Part 2, Cambridge Univ Pr, 1971  (ISBN 0521077915)
- (en) Tutankhamun: His Tomb and Its Treasures, Random House Inc (T), 1re édition 1977  (ISBN 0394411706)
- (en) Treasures of Tutankhamun, Ballantine Books, 1977  (ISBN 0345273494)
- (en) Cambridge Ancient History: The Middle East and the Aegean Region C. 180-1000 B.C., Part 2A, Volume 2, Cambridge Univ Pr (Sd); 3e édition 1980  (ISBN 9997166434)
- (en) Cambridge Ancient History: The Assyrian and Babylonian Empires and Other States of the Near East, from the Eighth to the Sixth Centurie, with N.G.L. Hammond & John Boardman, Cambridge Univ Pr, 1991,  (ISBN 0521227178)
- (en) From the Pyramids to Tutankhamun: Memoirs of an Egyptologist, Oxbow Books Limited, 2000  (ISBN 1842170082)
- (es) Las Piramides De Egipto, Critica (Grijalbo Mondadori), 2003,  (ISBN 8484324540)
- (en) Cambridge Ancient History: The Crisis of Empire, A.D. 193-337, Cambridge Univ Pr, 2005  (ISBN 0521301998)

### Arne Eggebrecht
- L'Égypte Ancienne, Bordas, 1993  (ISBN 2-7242-3091-4)

### Mohammed El-Saghir
- La découverte de la cachette des statues - Temple de Louxor, Éditeur Philipp von Zabern, 1992  (ISBN 3-8053-1310-1)

### Jean-Yves Empereur
- Les amphores, la nécropole nord d’Amathonte II, Études chypriotes VIII, 1987 ;
- Avec M. Picon, La reconnaissance des productions des ateliers céramiques, l'exemple de la Maréotide, no 3, Le Caire, 1992 ;
- Le port hellénistique d’Amathonte, Actes du Symposium « Cyprus and the Sea », Nicosie, 1993 ;
- A short guide to the catacombs of Kom el Shoqafa, Alexandria, Sarapis, Alexandrie, 1995  (ISBN 977-5633-01-X) ;
- Alexandrie redécouverte, Fayard, Paris, 1998,  (ISBN 2-70-281161-2) ;
- Alexandrina 1, Institut français d'archéologie orientale, Le Caire, 1998 ;
- Alexandrie médiévale 1, avec Christian Décobert, Institut français d'archéologie orientale, Le Caire, 1998 ;
- Commerce et artisanat dans l'Alexandrie hellénistique et romaine, actes du colloque d'Athènes, 11-12 décembre 1998, Bulletin de correspondance hellénique, no 33, diff. De Boccard, Paris, 1998 ;
- L'ABCdaire d'Alexandrie, Flammarion, Paris, 1998 ;
- Petit guide du Musée gréco-romain d'Alexandrie [détail des éditions] ;
- Alexandrie Hier et demain, Gallimard, coll. « Découvertes Gallimard » (no 412), 2001,  (ISBN 2-07-076240-8) ;
- Nécropolis 1, avec Marie-Dominique Nenna, Institut français d'archéologie orientale, Le Caire, 2001 ;
- Alexandrina 2, Institut français d'archéologie orientale, Le Caire, 2002 ;
- Nécropolis 2, avec Marie-Dominique Nenna, Institut français d'archéologie orientale, Le Caire, 2003 ;
- Le Phare d'Alexandrie, la Merveille retrouvée, Gallimard, Paris, coll. « Découvertes Gallimard » (no 352), 2e édition, 2004  (ISBN 2-07-030379-9) (Première parution en 1998).

### Thierry Enel
- D'Alexandrie à Abou Simbel - La Nouvelle description de l’Égypte : Deux siècles d'images, Albin Michel, 1998  (ISBN 2-7028-2349-1)

## F

### David Fabre
- Le destin maritime de l'Égypte ancienne, Periplus Publishing London Ltd, 2004  (ISBN 978-1902699158)
- Seafaring in Ancient Egypt, Periplus Publishing London Ltd, 2004  (ISBN 978-1902699332)

### Brian M. Fagan
- L'aventure archéologique en Égypte - Voleurs de Tombes, Touristes et Archéologues en Égypte, Pygmalion, 1991  (ISBN 2-85704-355-4)

### Raymond Oliver Faulkner
- (en) The Plural and the Dual in Old Egyptian, 1929 ;
- (en) The Papyrus Bremner-Rhind, 1933 ;
- (en) A concise dictionnary of Middle Egyptian [détail des éditions]
- (en) Egypt from the Inception of the Nineteenth Dynasty to the Death of Ramesses III, vol. fascicule 52 de Cambridge Ancient History, 1966 (ISBN 0-521-04477-4) ;
- (en) The Ancient Egyptian Pyramid Texts, Warminster, GB/Oak Park, Ill., Oxford University, 1969, 330 p. (ISBN 0-85668-297-7 et 0198154372) ;
- (en) avec William K. Simpson et Edward Frank Wente, The Literature of Ancient Egypt : an anthology of stories, instructions and poetry, New Haven, London, Yale university press, 1969 (ISBN 0-300-01687-5) ;
- (en) The Book of the Dead : Book of Going Forth by Day, 1972, 175 p. (ISBN 0-8118-0767-3) ;
- (en) Catalogue of Egyptian Antiquities in the British Museum, vol. II : Wooden Model Boats, Londres, British museum, 1972, 75 p. (ISBN 0-7141-0914-2) ;
- (en) The Ancient Egyptian Coffin Texts : Spells 1-1185 & Indexes, 1972-78, 800 p., 3 vols. (ISBN 978-0-85668-754-9 et 0-85668-754-5).

### Francis Fèvre
- Akhénaton et Néfertiti - L'Amour et la Lumière, Hazan, 1998  (ISBN 2-7028-1169-8)
- Hatchepsout, Presses de la Renaissance, 1994  (ISBN 2-7028-0376-8)
- Thoutmôsis III, Pierre Belfond, 1994  (ISBN 2-7028-0377-6)
- Ptolémée Ier, France Empire, 1997  (ISBN 2-7028-0626-0)
- Le Dernier Pharaon - Ramsès III ou le crépuscule d'une civilisation, Presses de la Renaissance, 1992  (ISBN 2-85616-636-9)

### Joann Fletcher
- Le Roi-Soleil de l'Égypte - Aménophis III, 2002  (ISBN 2-7441-5116-5)

### Isabelle Franco
- Rites et croyances d'éternité, Pygmalion, 1995  (ISBN 2-7028-0456-X)
- Nouveau dictionnaire de mythologie égyptienne, Pygmalion, 1999  (ISBN 2-85704-583-2)

## G

### SirAlan Henderson Gardiner
- (en) Egyptian Grammar. Being an Introduction to the Study of hieroglyphs [détail des éditions]
- (en) The Admonitions of an Egyptian Sage from a Hieratic Papyrus in Leiden (Pap. Leiden 334 recto), Leipzig, 1909 (reprint Hildesheim - Zürich - New York, 1990).
- (en) Notes on the story of Sinuhe, Paris, 1916 (Notes en lignes sur le conte de Sinouhé).
- (en) Avec N.M. de G. Davies, The tomb of Antefoker, vizier of Sesostris I, and of his wife Senet no 60, no 2, The Theban Tombs series, G. Allen & Unwin, Londres, 1920.
- (en) Ancient Egyptian Onomastica. vol. I—III, Londres, 1947.
- (en) The Ramesseum papyri, plates, C.Batey, Oxford, 1955.
- (en) Avec J. Cerny, Hieratic ostraca, 1, Oxford university press, C. Batey, Oxford, 1957.
- (en) The Theory of Proper Names: A Controversial Essay. Londres, New York, Oxford University Press, 1957.
- (en) Egypt of the pharaos, Oxford, 1961 (et posthume 1964).
- (en) The admonitions of an egyptian sage from a hieratic papyrus in Leiden {pap. Leiden 344 recto}, Georg Olms, Hildesheim, (posthume) 1969.
- (de) Avec A. Erman et F. Vogelsang, Literarische texte des mittleren reiches, 1, die klagen des bauern, no 4, hieratische papyrus aus den königlichen museen zu Berlin, Z.D.D.R, Leipzig, (posthume) 1970.
- (de) Avec A. Erman, Literarische texte des mittleren reiches, 2, die erzählung des Sinuhe und die hirtengeschichte, no 5, Hieratische papyrus aus den königlichen museen zu Berlin, Z.D.D.R, Leipzig, (posthume) 1970.

### Praline Gay-Para
- Dame Merveille et autres contes d'Égypte, Babel, 1998  (ISBN 2-7427-1767-6)

### Pierre Gilbert
(ouvrages les plus importants - la liste complète, trop longue pour être insérée ici, est dans la biographie ci-dessus)
- (fr) La poésie égyptienne, Bruxelles, Association égyptologique Reine Élisabeth, 1943, 1949.
- (fr) La poésie égyptienne, 2e éd. revue et augmentée, Association égyptologique Reine Élisabeth, Bruxelles, 1949.
- (fr) Le classicisme de l'architecture égyptienne, Bruxelles, Association égyptologique Reine Élisabeth, 1943.

### Franck Goddio
- avec André Bernand, Etienne Bernand, Jean Yoyotte, et al. , Alexandrie, Les Quartiers royaux submergés, Periplus, Londres, 1998.  (ISBN 1-902699-01-7)
- Trésors engloutis d’Égypte, Catalogue de l’exposition, Le Seuil – 5 continents, Paris, 2006 (Fr. Goddio, D. Fabre (éd.).  (ISBN 2-02-091265-1)
- (en) Topography and Excavation of Heracleion-Thonis and East Canopus (1996-2006) : Underwater Archaeology in the Canopic Region in Egypt, OCMA Monograph 1, Oxford Center for Maritime Archaeology, Institute of Archaeology, University of Oxford, 2007  (ISBN 978-0-954962739)

### Jean-Claude Goyon
- avec J.-C. Golvin, C. Simon-Boidot, G. Martinet, La construction pharaonique du Moyen Empire à l'époque gréco-romaine: Contexte et principes technologiques, Picard, Paris, 2004  (ISBN 2-7084-0503-9)

### Erhart Graefe
- (de) Das Grab des Ibi, Obervermögenverwalters der Gottesgemahlin des Amun (Thebanisches Grab Nr 36), coll. publications du comité des fouilles belges en Égypte, Bruxelles, Fondation  égyptologique Reine Elisabeth, 1990.

### Pierre Grandet
- L'Égypte des grands Pharaons : Ramsès III [détail des éditions]
- avec Bernard Mathieu, Cours d'égyptien hiéroglyphique [détail des éditions]

### Jean-Olivier Gransard-Desmond
- Étude sur les canidae des temps pré-pharaoniques en Égypte et au Soudan, BAR-IS 1260, 2004  (ISBN 1-84171-618-9)

### Jean-Claude Grenier
- Les titulatures des empereurs romains dans les documents en langue égyptienne, coll. Papyrologica Bruxellensia, 22, Bruxelles, Fondation égyptologique Reine Elisabeth, 1989.

### Nicolas Grimal
- Études sur la propagande royale égyptienne, 1, La stèle triomphale de Pi-ânkh-y au musée du Caire, JE 48862 et 47086-47089, no 105, MIFAO, Le Caire, 1981 ;
- Études sur la propagande royale égyptienne, 2, quatre stèles napatéennes au musée du Caire, JE 48863-48866, no 106, MIFAO, Le Caire, 1981 ;
- Prospection et sauvegarde des Antiquités de l'Égypte, Actes de la table ronde organisée à l'occasion du centenaire de l'IFAO, *BdE, IFAO, Le Caire, 1981 ;
- Les termes de la propagande royale égyptienne de la XIXe dynastie à la conquête d'Alexandre, no 6, Mémoires de l'académie des inscriptions et belles-lettres, Nouv. série, Imprimerie nationale, Paris, 1986 ;
- Histoire de l'Égypte ancienne [détail des éditions] ;
- Les problèmes institutionnels de l'eau en Égypte ancienne et dans l'Antiquité méditerranéenne, Le Caire, IFAO, 1994 ;
- Le sage, l'eau et le roi, p. 195-203, Les problèmes institutionnels de l'eau en Égypte ancienne et dans l'Antiquité méditerranéenne, IFAO, Le Caire, 1994 ;
- avec Bernadette Menu, Le commerce en Égypte ancienne, Le Caire, IFAO, coll. « BdE n°121 », 1998 ;
- Les Critères de datation stylistiques à l'Ancien Empire, Le Caire, IFAO, coll. « BdE », 1998 ;

### Aude Gros de Beler
- Splendeurs de l'Égypte, Éditions Molière, 1990  (ISBN 2-907670-03-4)
- Les Pharaons, Éditions Molière, 1997  (ISBN 2-907-670-15-8)
- Le Nil, Éditions Molière, 1998  (ISBN 2-7028-1241-4)
- La Mythologie Égyptienne, Éditions Molière, 1998  (ISBN 2-7028-1107-8)
- Voyage en Égypte ancienne, avec Jean-Claude Golvin, édition Errance-Actes Sud, Paris-Arles, 1999
- Vivre en Égypte au temps de Pharaon. Le message de la peinture égyptienne, éditions Errance, Paris, 2001
- Toutânkhamon, édition Molière, 2000
- Guide de l'Égypte ancienne, avec Jean-Claude Golvin, édition Actes Sud Errance, Paris, 2002
- Les Anciens Égyptiens - Scribes, pharaons et dieux, édition Errance, Paris, 2003
- L'Antiquité retrouvée, avec Jean-Claude Golvin, Gérard Coulon, et Frédéric Lontcho, édition Errance, 2005
- Les Anciens Égyptiens - Guerriers et travailleurs, édition Errance, Paris, 2006
- L'Égypte à petits pas, édition Actes Sud, 2007

### Guy Gruais
- avec Guy Mouny, Le grand secret des pyramides de Guizeh, Éditions du Rocher, 1992  (ISBN 2-268-013294)

## H

### Hermine Hartleben
- Jean-François Champollion : Sa vie et son œuvre - 1790-1832 [détail des éditions]
- Avec J.F. Champollion et R. Lebeau, Lettres et journaux écrits pendant le voyage d'Égypte, C. Bourgois, Paris, 1986.

### Hans Wolfgang Helck
- (de) Der Einfluß der Militärführer in der 18. ägyptischen Dynastie, Untersuchungen zur Geschichte und Altertumskunde Aegyptens, Leipzig, 1939.
- (de) Untersuchungen zu den Beamtentiteln des ägyptischen Alten Reiches, no 18, Ägyptologische Forschungen, J.J. Augustin, 1954.
- (de) Zur Verwaltung des Mittleren und Neuen Reichs, no 3, Probleme der Ägyptologie, E.J. Brill, Leyde, 1958.
- (de) Materialien zur Wirtschaftsgeschichte des Neuen Reiches, Teil I, Harrassowitz, Wiesbaden, 1960.
- (de) Materialien zur Wirtschaftsgeschichte des Neuen Reiches, Teil II, Harrassowitz, Wiesbaden, 1960.
- (de) Avec I. Hofmann, Materialen zur Wirtschaftsgeschichte des Neuen Reiches, Abhandlungen der geistes und sozialwissenschaftlichen Klasse, Akademie der Wissenschaften und der literatur, Mainz, 1961 et 1969.
- (de) Materialien zur Wirtschaftsgeschichte des Neuen Reiches, Teil III, Harrassowitz, Wiesbaden, 1963.
- (de) Materialien zur Wirtschaftsgeschichte des Neuen Reiches, Teil IV, Harrassowitz, Wiesbaden, 1963.
- (it) Avec S. Donadoni, J. Cerny, G. Posener et A. Volten, Le fonti indirette della storia egiziana, no 7, Studi semitici, Istituto di studi del vicino oriente, Rome, 1963.
- (de) Materialien zur Wirtschaftsgeschichte des Neuen Reiches, Teil V, Harrassowitz, Wiesbaden, 1964.
- (de) Geschichte des Alten Ägypten, 1968.
- (de) Amarna-Probleme, no 44, p. 200-213, CdE, Bruxelles, 1969.
- (de) Materialien zur Wirtschaftsgeschichte des Neuen Reiches, Teil VI, Harrassowitz, Wiesbaden, 1969.
- (de) Materialien zur Wirtschaftsgeschichte des Neuen Reiches, Indices, Harrassowitz, Wiesbaden, 1969.
- (de) Lexikon der Ägyptologie [détail des éditions]
- (de) Der Text des Nilhymnus, Kleine ägyptische Texte, O. Harrassowitz, Wiesbaden, 1972.
- (de) Avec W. Westendorf,  Lexikon der Ägyptologie, A–Ernte, no 1, Harrassowitz, Wiesbaden, 1975.
- (de) Zur Verwaltung des Mittleren und Neuen Reiches, PÄ 3, E.J.Brill, Leiden, 1975.
- (de) Die Lehre für König Merikare, Kleine ägyptische Texte, O. Harrassowitz, Wiesbaden, 1977.
- (de) Avec W. Westendorf, Lexikon der Ägyptologie, Erntefest – Hordjedef, no 2, Harrassowitz, Wiesbaden, 1977.
- (de) Avec W. Westendorf, Lexikon der Ägyptologie, Horhekenu – Megeb, no 3, Harrassowitz, Wiesbaden, 1980.
- (de) Avec W. Westendorf, Lexikon der Ägyptologie, Megiddo – Pyramiden, no 4, Harrassowitz, Wiesbaden, 1982.
- (de) Avec W. Westendorf, Lexikon der Ägyptologie, Pyramidenbau – Steingefäße, no 5, Harrassowitz, Wiesbaden, 1984.
- (de) Gedanken zum Ursprung der ägyptischen Schrift, Mélanges Gamal Eddin Mokhtar, IFAO, Le Caire, 1985.
- (de) Avec W. Westendorf, Lexikon der Ägyptologie, Stele – Zypresse, no 6, Harrassowitz, Wiesbaden, 1986.
- (de) Politische Gegensätze im Alten Ägypten, no 23, Hildesheimer ägyptologische beiträge, Gerstenberg Verlag, Hildesheim, 1986.
- (de) Begräbnis Pharaos, p. 267-276, The Intellectual Heritage of Egypt, Ulrich Luft, Budapest, 1992.
- (de) Die Geschichte des Schiffbrüchigen - eine Stimme der Opposition ?, p. 73-76, The Heritage of Egypt. Studies Iversen, Museum Tusculanum Press, Copenhagen, 1992.
- (de) Zum Statuensockel des Djoser, p. 143-150, Gegengabe Brunner-Traut, Attempto Verlag, Tübingen, 1992.
- (de) Avec W. Westendorf, Lexikon der Ägyptologie, Nachträge, Korrekturen und Indices, no 7, Harrassowitz, Wiesbaden, 1992.
- (de) Kleines Lexikon der Ägyptologie,	H.W. Helck und Eberhard Otto, 1999,  (ISBN 3-447-04027-0)
- (de) Das Grab Nr. 55 im Königsgräbertal, Sein Inhalt und seine historische Bedeutung, no 29, Sonderschrift des deutschen archäologischen Instituts, Éditeur Philipp von Zabern, Mainz, 2001.
- (de) Die datierten und datierbaren Ostraka, Papyri und Graffiti von Deir elMedineh, Harrassowitz, Wiesbaden, 2002.

### François-Xavier Hery
- avec Thierry Enel, Le secret d'Abou Simbel, Albin Michel, 1996,  (ISBN 978-2226088352)
- avec Thierry Enel, Beauté de l'Égypte. 209 paroles éternelles, préface de Christan Leblanc, Presses du Châtelet, 2009,  (ISBN 978-2845922938)

### Erik Hornung
- (de) Das Thebanische Tal der Könige, no 61, p. 118-123, Orientalistische Literaturzeitung, 1966.
- (de) Das Tal der Könige, no 5, p. 774-783, Bild der Wissenschaft, 1968.
- (de) Altägyptische Höllenvorstellungen, no 59/3, Abhandlungen der sächsischen Akademie der Wissenschaften zu Leipzig philologisch-historische Klasse, Akademie Verlag, Berlin, 1968.
- (de) Das Grab des Haremhab im Tal der Könige, Francke, Bern, 1971.
- (de) Avec B. Begelsbacher et C. Seeber, Studien zum Sedfest, no 1, Aegyptiaca Helvetica, Genève, 1974.
- (de) Das Buch der Anbetung des Re im Westen, Nach der Version des Neuen Reiches, 2 vol., no 2-3, Aegyptiaca Helvetica, éd. de Belles-Lettres, Genève, 1975-76.
- (de) Avec A. Brodbeck, Das Buch der Anbetung des Re im Westen, éd. Les Belles Lettres, Genève, 1975-1977.
- (de) Avec E. Staehelin, Skarabäen und andere Siegelamulette aus Basler Sammlungen, no 1, Ägyptische Denkmäler in der Schweiz, Éditeur Philipp von Zabern, Mayence, 1976.
- (de) Grundzüge der ägyptische Geschichte, no 3, Grundzüge, Wissenschaftliche Buchgesellschaft, Darmstadt, 1978.
- (de) Das Totenbuch der Ägypter, Die Bibliothek der Alten Welt.der Alte Orient, Artemis Verl., Zurich, 1979.
- (de) Avec O. Keel, Studien zu altägyptischen lebenslehren, no 28, Orbis biblicus et orientalis, Universitätsverlag, Freiburg, 1979.
- (de) Das Buch von den Pforten des Jenseits, Nach den Versionen des Neuen Reiches, no 7-8, Aegyptiaca Helvetica, Genève, 1980.
- (de) Auf den Spuren der Sonne, Gang durch ein ägyptisches Königsgrab, no 50, p. 431-475, Eranos Jahrbuch, 1981.
- (de) Der ägyptische Mythos von der Himmelskuh, eine Ätiologie des Unvollkommenen, no 46, Orbis biblicus et orientalis, Universitätsverlag, Freiburg, 1982.
- (de) Tal der Könige, Die Ruhestätte der Pharaonen, Artemis, Zurich, 1982.
- (en) Valley of the Kings, Timken Pub., New York, 1982.
- Les dieux de l'Égypte, l'un et le multiple, Éd. du rocher, Monaco, 1986.
- (de) Ein änigmatische Wand im Grabe Ramses’ IX, no 12, Ägypten und Altes Testament, Studien zu Geschichte, Kultur und Religion Ägyptens und des Alten Testaments, Harrassowitz, Wiesbaden, 1987.
- (de) Zum Schutzbild im Grabe Ramses' VI, p. 45-51, Funerary Symbols and Religion, J.H.Kok, Kampen, 1988.
- (de) Zum Turiner Grabplan, Pyramid Studies and Other Essays Presented to I. E.S. Edwards, Occasional Publications 7, p. 138-142, Egyptian Exploration Society, Londres, 1988.
- L'Esprit du temps des pharaons, P. Lebaud, Paris, 1989-1996, Hachette, Paris, 1996, 1998.
- La Vallée des Rois, no 149-150, Les Dossiers d'archéologie, Paris, 1990.
- (de) Geist der Pharaonenzeit, Artemis, Zürich, 1990.
- (en) The Valley of the Kings, Horizon of Eternity, Timken, New York, 1990.
- (de) Zwei Ramessidische Königsgräber, Ramses IV und Ramses VII, Theben 11, Philipp von Zabern, Mainz am Rhein, 1990.
- (de) Avec E. Staehelin,  Sethos-Ein Pharaonengrab, Antikenmuseum Basel, Basel, 1991.
- (en) The Tomb of Pharaoh Seti I, Artemis, Zurich, 1991.
- (de) Göttliche Geleiter, p. 151-156, Gegengabe Brunner-Traut, Attempto Verlag, Tübingen, 1992.
- (de) Szenen des Sonnenlaufes, Vol. 1, p. 317-323, Atti del VI Congresso Internazionale di Egittologia, Turin, 1992.
- (de) Versuch über Nephthys, p. 186-188, Studies in Pharaonic Religion and Society in honour of J. Gwyn Griffiths, The Egypt Exploration Society, Londres, 1992.
- (de) Zum Grab Sethos' I, in seinem ursprünglichen Zustand, p. 91-98, After Tut'ankhamun. Research and Excavation in the Roya  Necropolis at Thebes, Kegan Paul International, Londres, 1992.
- (en) Idea into image. Translated by Elizabeth Bredeck, New York, Timken Publishers, 1992 ;
- (en) The Rediscovery of Akhenaten and His Place in Religion, JARCE 29, 1992 ;
- (de) Versuch über Nephthys, in: Studies in Pharaonic Religion and Society for Gwyn Griffiths ;
- (de) Zum Grab Sethos' I. in seinem ursprünglichen Zustand, in: After Tutankhamun ;
- (de) Zur Struktur des ägyptischen Jenseitsglaubens, ZÄS 119, 1992.
- Les dieux de l'Égypte - L'un et le multiple, éd. Flammarion, 1992
- (de) Texte zum Amduat, 3 vol., no 13-15, Aegyptiaca Helvetica, Éd. de Belles-Lettres, Geneva, 1992 et 1994.
- (de) Frühe Besucher und frühe Zerstörungen im Sethos-Grab, p. 162-167, Divitiae Aegypti, Koptologische und verwandte, Studien zu Ehren von Martin Krause, Dr. Ludwig Reichert, Wiesbaden, 1995.
- (en) Studies on the Decoration of the Tomb of Seti I, p. 70-73, Valley of the Sun Kings, New Explorations in the Tombs of the Pharaohs, Papers from The University of Arizona International Conference on the Valley of the Kings, Tucson, 1995.
- Les Dieux de l'Égypte. Le Un et le Multiple, avec Paul Couturiau, Éditions du Rocher, 1995  (ISBN 2268018938) ;
- L'Esprit du temps des pharaons, Le Félin, 1996,  (ISBN 2866452372) ;
- (de) Altägyptische Jenseitsbüche, Wissenschaftl. Buchgesell., 1997  (ISBN 3896780433) ;
- La Grande Histoire de l'égyptologie, Éditions du Rocher, 1998  (ISBN 2268028828) ;
- L'Esprit du temps des pharaons, Hachette Littérature, 1998,  (ISBN 2012788742) ;
- Les dieux de l'Égypte, Flammarion, 1999  (ISBN 2080812572) ;
- (de) Das esoterische Ägypten, Beck C. H., 1999  (ISBN 3406453600) ;
- (en) The Ancient Egyptian Books of the Afterlife, Cornell University Press, Ithaca, 1999.
- (de) Echnaton : die Religion des Lichtes, Artemis & Winkler, Düsseldorf, Zürich, 2000.
- Lecture de l'histoire égyptienne, Éditions du Rocher, 2000  (ISBN 2268034615) ;
- (de) Akhenaten and the religion of light, Cornell University Press, Londres, 2001.
- L'Égypte ésotérique, avec Nathalie Baum, Éditions du Rocher, 2001  (ISBN 2268040666) ;
- (en) The Secret Lore of Egypt : Its Impact on the West, Cornell University Press, 2001.
- (en) The Tomb of Thutmosis III, p. 136-139, The Treasures of the Valley of the Kings, Tombs and Temples of the Theban West Bank at Luxor, American University in Cairo Press, Le Caire, 2001.
- (en) The Tomb of Amenhotep II, p. 140-145, The Treasures of the Valley of the Kings: Tombs and Temples of the Theban West Bank at Luxor, American University in Cairo Press, Le Caire, 2001.
- (en) The Tomb of Rameses I, p. 190-193, The Treasures of the Valley of the Kings, Tombs and Temples of the Theban West Bank at Luxor, American University in Cairo Press, Le Caire, 2001.
- (en) The Tomb of Seti I, p. 194-211, Treasures of the Valley of the Kings, Tombs and Temples of the Theban West Bank at Luxor, American University in Cairo Press, Le Caire, 2001.
- (en) The Tomb of Rameses IV, The Treasures of the Valley of the Kings, Tombs and Temples of the Theban West Bank at Luxor, p. 240-243, American University in Cairo Press, Le Caire, 2001.
- (de) Das geheime Wissen der Ägypter und sein Einfluss auf das Abendland, DTV Deutscher Taschenbuch, 2003  (ISBN 3423308699) ;
- (de) Die Nachtfahrt der Sonne, Artemis /Patmos, 2005,  (ISBN 3491691303) ;
- (en) The Quest for Immortality: Treasures of Ancient Egypt, avec Betsy Morrell Bryan, National Gallery of Art  (ISBN 0894683039).

### Jean-Marcel Humbert
- L'Égypte à Paris, Action artistique - Ville de Paris, 1998  (ISBN 2-905-118-96-2)

## J

### Christian Jacq
- La Sagesse égyptienne, éd. Pocket, 1997
- Les Égyptiennes - Portraits de femmes de l’Égypte pharaonique, Librairie académique Perrin, 1997,  (ISBN 2-7441-0718-2)
- L'Égypte des grands pharaons. L'histoire et la légende., Librairie académique Perrin, 2010, collection Tempus, 408 pages.

### Richard-Alain Jean
- « Écriture hiéroglyphique, système informatique et maniabilité », Abstracts of papers, International Association of Egyptologists, Fifth International Congress of Egyptology, Le Caire,‎ 1988, p. 41-45 ;
- (Directeur de publication), Informatique et Langues Orientales, paris, 1-10, 1989-1991 (ISSN 0995-2772 et 0995-2764) ;
- avec Yves Chaulin et Dimitri Meeks, « Le système SECHAT et le traitement automatisé de textes hiéroglyphiques », Abstracts of papers, International Association of Egyptologists, Sixth International Congress of Egyptology, Turin,‎ 1991, p. 122-123 et 608 ;
- À propos des objets égyptiens conservés au musée d'histoire de la médecine, Université René Descartes - Paris V, Paris, 1999  (ISBN 2-9508470-3-X).
- et al. Protocole CROCO - I & CROCO II : Détermination des composés utiles à la pharmacopée et contenus dans les selles et le sang du crocodile du Nil, éd. Université Denis Diderot - Paris VII, Paris, 2001 (= R.-A. Jean, G. Durand, A. Andremont, L. Barbot, V. de Bufrénil, N. Cherubin, G. Feldmann, E. Ferrary, L. Fougeirol, J.G. Gobert, C. Harault, O. Kosmider, G. Le Moël, A.-M. Loyrette, J. Pierre, T. Phung-Koskas, C. SiferI, M. Teixiera, À propos des zoothérapies en médecine égyptienne, I, Les reptiles, 1, Le Crocodylus niloticus Laurenti (1). Protocole CROCO I, CNRS, Paris V, Paris VII et Paris XI, 2000 ; R.-A. Jean, T. Berthier, V. de Bufrénil, M. Hakim, A.-M. Loyrette, À propos des zoothérapies en médecine égyptienne, I, Les reptiles, 1, Le Crocodylus niloticus Laurenti (2). Protocole CROCO II, CNRS, Paris-V, Paris-VII et Paris-XI, 2001.CNRS, Paris V, Paris VII et Paris XI, 2001.
- et al. Film : R-A Jean, L. Delalex, L. Fougeirol, N. Goldzahl, M. Lesggy, M. Morelli, D. Heck, S. Durin, Médecine et Contraception en Égypte Ancienne. La pharmacopée et les crocodiles, Reportage de VM Production en collaboration avec le Ministère de l’Enseignement Supérieur et de la Recherche ;
- avec Anne-Marie Loyrette, « À propos des textes médicaux des Papyrus du Ramesseum nos III et IV, I : la reproduction », Encyclopédie religieuse de l’Univers végétal (ERUV - II), Montpellier, S.H. Aufrère (éd.),‎ 2001, p. 537-564 (ISBN 2-8426-9309-4) ;
- avec  Anne-Marie Loyrette, « À propos des textes médicaux des Papyrus du Ramesseum nos III et IV, I : la contraception », Encyclopédie religieuse de l’Univers végétal (ERUV - II), Montpellier, S.H. Aufrère (éd.),‎ 2001, p. 564-592 (ISBN 2-8426-9309-4) ;
- avec Anne-Marie Loyrette, « À propos des textes médicaux des Papyrus du Ramesseum nos III et IV, II : la gynécologie (1) », Encyclopédie religieuse de l’Univers végétal (ERUV - III), Montpellier, S.H. Aufrère (éd.),‎ 2005, p. 351-487 (ISBN 2-84269-695-6) ;
- avec Anne-Marie Loyrette, La mère, l’enfant et le lait en Égypte Ancienne. Traditions médico-religieuses. Une étude de sénologie égyptienne, Paris, S.H. Aufrère (éd.), éd. L’Harmattan, coll. « Kubaba – Série Antiquité – Université de Paris 1, Panthéon Sorbonne », 2010, 516 p. (ISBN 978-2-296-13096-8, lire en ligne).
- La chirurgie en Égypte ancienne. À propos des instruments médico-chirurgicaux métalliques égyptiens conservés au musée du Louvre, Cybele, Paris, 2012  (ISBN 978-2-915840-29-2).
- avec Fawzia Hadge-Din, Abdel Haziz, Anne-Marie Loyrette, Xavier Riaud et coll., Cahiers intégrés de médecine égyptienne (CIME), I, Cherbourg - Paris - Le Caire, 2014 (ISBN 978-2-9541072-2-6) ;
- avec Fawzia Hadge-Din, Abdel Haziz, Anne-Marie Loyrette, Jean-Pierre Martin, Xavier Riaud et coll., Cahiers intégrés de médecine égyptienne (CIME), II, Cherbourg - Angers - Paris - Le Caire, 2015 (ISBN 978-2-9541072-3-3) ;
- Histoire de la médecine en Égypte ancienne, Paris, 2013-,  (ISSN 2270-2105), publication électronique.

### Michèle Juret
- Étienne Drioton, l'Égypte, une passion, Haroué, 2013,  (ISBN 9 782357 630 574) ;
- Étienne Drioton et l'Égypte, Bruxelles, 2019,  (ISBN 9 782874 571 077) ;
- L'oiseau-ba, seconde vie dans l'Égypte antique, 2022,  (ISBN 9 782322 420 131).
- Le Musée Josèphe Jacquiot, Montgeron - Sur les traces d'Etienne Drioton, 2023  (ISBN 9 782322 503056)

## K

### Barry J. Kemp
- (en) Ancient Egypt : Anatomy of a Civilization, Routledge, 2006 (2nd edition) ;

### Kenneth Anderson Kitchen
- (en) Suppiluliuma and the Amarna Pharaohs; a study in relative chronology, Liverpool University Press, 1962 ;
- (en) Pharaoh Triumphant : The Life and Times of Ramesses II, King of Egypt. Monumenta Hannah Sheen Dedicata 2. Mississauga: Benben Publications, 1982 ;
- (en) Ramesside Inscriptions, Translations Volume II, Ramesses II, Royal Inscriptions, Oxford-Blackwell, 1996,  (ISBN 0631184279) ;
- (en) The Third Intermediate Period in Egypt (1100-650 BC), 3rd ed. Warminster: Aris & Phillips Limited, Warminster, 1996 ;
- (en) Poetry of Ancient Egypt, Gothenburg, P. Åström förlag, 1999,  (ISBN 9170811504) ;
- (en) Regnal and Genealogical data of Ancien Egypt [détail des éditions]
- (en) Ramesside Inscriptions, Translations Volume III, Ramesses II, His Contemporaries, Oxford-Blackwell, 2001,  (ISBN 0631184287) ;
- (en) Ramesside Inscriptions, Translations: Merenptah and the Late Nineteenth Century, Blackwell Pub, 2003  (ISBN 0631184295) ;

### Yvan Koenig
- Catalogue des étiquettes de jarres hiératiques de Deir el-Médineh (deux fascicules), Documents de Fouilles 21, 1979-1980, IFAO Le Caire.
- Le Papyrus Boulaq 6 : transcription, traduction et commentaire, Bibliothèque d'Étude 87, 1981, IFAO Le Caire.
- Papyrus hiératiques de Deir el-Médineh II (n° XVII-XXIV), Documents de Fouilles XXII, 1986, IFAO Le Caire.
- Magie et magiciens dans l'Égypte ancienne, Paris, 1994  (ISBN 2-85704-415-1)
- Les ostraca hiératiques inédits de la BNUS, Documents de Fouilles 33, 1997, IFAO Le Caire.
- La magie en Égypte : à la recherche d'une définition, Actes du colloque organisé par le musée du Louvre les 29 et 30 septembre 2000, La Documentation française, Paris, 2002  (ISBN 2-11-005267-8)

### Rolf Krauss
- (de) « Das Ende der Amarnazeit », Hildesheimer Ägyptologische Beiträge, no 7,‎ 1978
- (de) « Sothis und Monddaten: Studien zur astronomischen und technischen Chronologie Altägyptens », Hildesheimer Ägyptologische Beiträge, no 20,‎ 1985
- (de) Zum archäologischen Befund im thebanischen Königsgrab Nr. 62, no 118, p. 165-181, Mitteilungen der deutschen Orientgesellschaft zu Berlin, Berlin, 1986.
- (de) Das Kalendarium des Papyrus Ebers und seine chronologische Verwertbarkeit, p. 75-96, Ägypten und Levante, Zeitschrift für ägyptische Archäologie und deren Nachbargebiete, Vienne 3, 1992.
- (en) Beyond Light and Shadow: The Role of Photography in Certain Paranormal Phenomena : An Historical Survey, éd. Nazraeli Pr, mars 1996,  (ISBN 3923922388)
- (de) Astronomische Konzepte und Jenseitsvorstellungen in den Pyramidentexten, Harrassowitz, Wiesbaden, 1997.
- (de) Das Moses-Rätsel Auf den Spuren einer biblischen Erfindung, Ullstein Verlag, Munich, 2001,  (ISBN 3550071728)
- Moïse, le pharaon, traduction de Nathalie Baum, Éditions du Rocher, avril 2005,  (ISBN 2-268-03781-9)
- (en) Ancient Egyptian Chronology [détail des éditions]

### Jean-Marie Kruchten
- Le Grand Texte oraculaire de Djéhoutymose, intendant du domaine d'Amon sous le pontificat de Penedjem II, coll. Monographies Reine-Élisabeth, Bruxelles Fondation égyptologique Reine-Élisabeth, 1986

### Jean Kuzniar
- La pyramide de Khéops, une construction inédite, éditions du Rocher, collection Champollion, octobre 2017, 120 pages,  (ISBN 978-2-268-09051-1)

## L

### Jacques Lacarrière
- L'Égypte - Au pays d'Hérodote, Ramsay, 1997  (ISBN 2-84114-227-2)

### Claire Lalouette
- Thèbes ou la naissance d'un Empire [détail des éditions].

### Jean-Philippe Lauer
- La pyramide à degrés, I et II, l’architecture, Fouilles à Saqqarah, Service des antiquités de l'Égypte, Le Caire, 1936.
- La pyramide à degrés, III, compléments, Fouilles à Saqqarah, Service des antiquités de l'Égypte, Le Caire, 1939.
- Le temple funéraire de Khéops à la grande pyramide de Guizèh, no 46, ASAE, Le Caire, 1947.
- Études complémentaires sur les monuments du roi Djoser à Saqqarah, cahier 9, Supplément, ASAE, Le Caire, 1948.
- Le problème des pyramides d'Égypte, traditions et légendes, Bibliothèque historique, Payot, Paris, 1948.
- Note complémentaire sur le temple funéraire de Khéops, no 49, ASAE, Le Caire, 1949.
- Avec Ch. Picard, Les statues ptolémaïques du Sarapieion de Memphis, no 3, Publications d'art et d'archéologie de l'université de Paris, PUF, Paris, 1955.
- Le temple haut de la pyramide du roi Ouserkaf à Saqqarah, no 53, ASAE, Le Caire, 1956.
- Avec Pierre Lacau, Fouilles à Saqqarah. La pyramide à degrés, IV, Inscriptions gravées sur les vases, 2 fasc., PIFAO, Le Caire, 1959.
- Observations sur les pyramides, Bibliothèque d’étude, no 30, IFAO, Le Caire, 1960.
- Histoire monumentale des pyramides d'Égypte, I, Les pyramides à degrés (IIIe dynastie), no 39, BdE, IFAO, Le Caire, 1962.
- Avec Pierre Lacau, Fouilles à Saqqarah. La pyramide à degrés, V, Inscriptions à l'encre sur les vases, PIFAO, Le Caire, 1965.
- Sur la pyramide de Meïdoum et les deux pyramides du roi Snéfrou à Dahshour, no 36, Orientalia, Rome, 1967.
- Raison première et utilisation pratique de la grande galerie, dans la pyramide de Khéops, no 12, Beiträge Bf, Festschrift ricke, Wiesbaden, 1971.
- Avec Jean Leclant, Mission archéologique de Saqqarah, I, le temple haut du complexe funéraire du roi Téti, bibliothèque d’étude, no 51, IFAO, Le Caire, 1972.
- Remarques sur la planification de la construction de la grande pyramide, à propos de : The investment process organization of the Cheops pyramids, par W.Kozinski, no 73, BIFAO, Le Caire, 1973.
- Le Mystère des Pyramides, éd. des Presses de la Cité, Paris, 1974,  (ISBN 2-258-02368-8)
- Nouvelles recherches à la pyramide de Mérenrê, no 53 et no 54, BIE, Le Caire, 1974.
- Avec Audran Labrousse et Jean Leclant, Mission archéologique de Saqqarah. II, Le temple haut du complexe funéraire du roi Ounas, no 73, BdE, IFAO, Le Caire, 1977.
- Les Pyramides de Saqqarah, bibliothèque générale, IFAO, Le Caire, 5e éd. 1977.
- Avec A. Shoucair, Saqqarah, la nécropole royale de Memphis, quarante siècles d’histoire, cent vingt-cinq ans de recherches, Tallandier, Paris, 1977.
- Avec Cyril Aldred, J.L. Cenival, F. Debono, Christiane Desroches Noblecourt, Jean Leclant et Jean Vercoutter, Le temps des pyramides, L'univers des formes, Gallimard, Paris, 1978.
- À propos de l'invention de la pierre de taille par Imhotep pour la demeure d'éternité du roi Djoser, MGEM, IFAO, Le Caire, 1985.
- Remarques sur l'époque possible du viol de la tombe de Khéops dans la Grande Pyramide, p. 385-386, The Intellectual Heritage of Egypt, Ulrich Luft, Budapest, 1992.
- Avec Jean Leclant et Audran Labrousse, L'architecture des pyramides à textes, I, Saqqarah Nord, 2 vol., no 114, BdE, IFAO, Le Caire, 1996.
- Avec Audran Labrousse, Les Complexes funéraires d'Ouserkaf et de Néferhétepès, no 130, 2 vol., BdE, IFAO, Le Caire, 2000.
- Saqqarah, une vie, Payot, 2009

### Christian Leblanc
- Le temple de Dandour, Volume III, Planches photographiques. Indices. Collection Scientifique du Centre d'Étude et de Documentation sur l'Ancienne Égypte, Le Caire, 1975.
- Le Ramesseum. Les batailles de Tounip et de Dapour, Volume IV, Introduction historique ; étude archéologique et relevé épigraphique ; planches et dessins. Collection Scientifique du Centre d'Étude et de Documentation sur l'Ancienne Égypte, Le Caire, 1977
- Le temple de Dandour, Volume II, Dessins. Table de concordances. Collection Scientifique du Centre d'Étude et de Documentation sur l'Ancienne Égypte, Le Caire, 1979.
- Le Ramesseum. Les piliers « osiriaques », Volume IX-1, Introduction ; commentaires généraux ; étude archéologique et relevés épigraphiques ; indices, notes et planches. Collection Scientifique du Centre d'Étude et de Documentation sur l'Ancienne Égypte, Le Caire, 1980.
- Le Ramesseum. Les piliers « osiriaques », Volume IX-2, Dessins des scènes ; graffiti ; table de concordances et indices. Collection Scientifique du Centre d'Étude et de Documentation sur l'Ancienne Égypte, Le Caire, 1988
- Ta Set Neferou. Une nécropole de Thèbes-Ouest et son histoire, Volume I, Le Caire, 1989.
- Nefertari e la Valle delle Regine, Giunti Gruppo Editoriale, Florence, 1993,  (ISBN 88-09-21254-1).
- Les monuments d'éternité de Ramsès II. Nouvelles fouilles thébaines, Éd. de la Réunion des Musées Nationaux. Coll. « Les Dossiers du musée du Louvre », Paris, 1999  (ISBN 978-2711838318).
- Néfertari, l'aimée de Mout, éd. du Rocher, 1999,  (ISBN 2-268-029476).
- Parfums, onguents et cosmétiques dans l’Égypte ancienne, « Cahier supplémentaire des Memnonia », no 1, Actes des rencontres pluridisciplinaires tenues au Conseil National de la Culture, Le Caire, 27-29 avril 2002, Le Caire, 2003.
- Les reines du Nil au Nouvel Empire, Bibliothèque des Introuvables, Paris, 2009,  (ISBN 978-2-845753075).
- Les temples de millions d'années et le pouvoir royal à Thèbes au Nouvel Empire. Sciences et nouvelles technologies appliquées à l'archéologie, « Cahier supplémentaire des Memnonia », no 2, Le Caire, 2010.
- La Mémoire de Thèbes. Fragment d'Égypte, d'hier et d'aujourd'hui, Éditions L'Harmattan, Paris, 2015  (ISBN 978-2-343-06864-0).
- Répertoire documentaire des tombes thébaines. Nécropoles royales, Tome I, La Vallée des Reines, Éd. des Presses du Ministère des Antiquités de l'Égypte/Centre d'Étude et de Documentation sur l'Ancienne Égypte, Le Caire, 2016.
- 25 années de coopération franco-égyptienne en archéologie au Ramesseum, Catalogue trilingue (français/anglais/arabe) de l'exposition présentée au Musée de Louxor (4 novembre-4 décembre 2016), Le Caire, 2016,  (ISBN 978-977-6420-21-2).
- Ramsès II et le Ramesseum. De la splendeur au déclin d'un temple de millions d'années, Éditions L'Harmattan, Paris, 2019,  (ISBN 978-2-343-17322-1).
- Le grand temple d'Abou Simbel. Les salles nord du Trésor. Description archéologique et textes hiéroglyphiques, Éd. des Presses du Ministère du Tourisme et des Antiquités de l'Égypte, Le Caire, 2020.
- Le Bel Occident de Thèbes. De l'époque pharaonique aux temps modernes. Une histoire révélée par la toponymie, Éditions L'Harmattan, Paris, 2022,  (ISBN 978-2-343-25742-6).
- Le grand temple d'Abou Simbel. Les piliers osiriaques de la salle [F]. Description archéologique, Éditions du Ministère du Tourisme et des Antiquités, Le Caire, 2022,  (ISBN 978-977-6420-54-0).

### Gustave Lefebvre
- Une chapelle de Ramsès II à Abydos, 1906
- Les Graffites grecs du Memnomion d'Abydos, 1919
- Le Tombeau de Pétosiris, trois volumes, 1923-1924
- Histoire des grands prêtres d'Amon de Karnak, 1929
- Grammaire de l'égyptien classique, 1940
- Romans et contes égyptiens de l'époque pharaonique, 1948
- Essai sur la médecine égyptienne de l'époque pharaonique, 1956
- Romans et contes égyptiens de l'époque pharaonique, Librairie d'Amérique et d'Orient, 1988

### Pierre Loti
- La Mort de Philæ [détail des éditions]

## M

### Florence Maruéjol
- L'Art égyptien au Louvre, Paris, Scala, 1991
- L'ABCdaire des pharaons, Paris, Flammarion, 2004 (avec Sophie Labbé-Toutée)
- Thoutmosis III et la corégence avec Hatchepsout, Paris, Pygmalion, 2007
- Dieux et rites de l'Égypte antique, Paris, La Martinière, 2009
- L'Amour au temps des pharaons, Paris, First, 2011

### Amandine Marshall
- Bienvenue à l'école des scribes, Monaco, Le Rocher, 2022, 384 p. (coffret de 2 volumes)  (ISBN 978-2268107707)
- La tombe de Toutânkhamon, l'envers du décor, Toulouse, Mondes Antiques, 2022, 148 p.  (ISBN 978-2956882848)
- Auguste Mariette, un aventurier-égyptologue, Toulouse, Mondes Antiques, 2021, 221 p.  (ISBN 978-2-9568828-2-4)
- L'Atlantide : un mythe de l'Egypte antique ?, Toulouse, Mondes Antiques, 2020, 106 p.  (ISBN 978-2-9568828-0-0)
- L'enfant et la mort en Égypte ancienne, Toulouse, Mondes Antiques, 2018, 514 p.  (ISBN 979-10-699-1748-4)
- Maternité et petite enfance en Égypte ancienne, Monaco, Éditions du Rocher, coll. « Champollion », 2015, 349 p.  (ISBN 978-2-268-08032-1)
- Être un enfant en Égypte ancienne, Monaco, Éditions du Rocher, coll. « Champollion », 2014, 349 p.  (ISBN 978-2-268-07597-6)
- Les momies égyptiennes : la quête millénaire d'une technique, avec Roger Lichtenberg, Paris, Fayard, 2013, 271 p.  (ISBN 978-2-213-67866-5)

### Gaston Maspero
- La biographie de son ami Auguste Mariette ;
- L'Archéologie égyptienne [détail des éditions] ;
- Étude sur quelques peintures et sur quelques textes relatifs aux funérailles, le conte d'Apôpi et de Soknounrî, no 1/2, Études égyptiennes Impr. nationale, Paris, 1881 ;
- Les chants d'amour du papyrus de Turin et du papyrus Harris no 500, no 1/3, Études égyptiennes, Impr. nationale, Paris, 1883 ;
- Les hypogés royaux de Thèbes. Bulletin critique de la religion égyptienne, no 18, 1888 ;
- Un manuel de hiérarchie égyptienne et la culture et les bestiaux dans les tableaux des tombeaux de l'ancien empire, no 2/1, Études égyptiennes, Impr. nationale, Paris, 1888 ;
- Monuments divers recueillis en Égypte et en Nubie par A. Mariette-Pacha, E. Vieweg, E. Bouillon, Paris, 1889 ;
- Les Contes populaires de l'Égypte ancienne, no 4, Les Littératures populaires de toutes les nations, J. Maisonneuve, Paris, 1889 ;
- La Carrière administrative de deux hauts fonctionnaires égyptiens vers la fin de la IIIe dynastie, environ 4500 ans av. J.-C. et les quatre noms officiels des rois d'Égypte, no 2/2, Études égyptiennes, Impr. nationale, Paris, 1890 ;
- Note sur les objets recueillis sous la pyramide d'Ounas, no 3, ASAE, Le Caire, 1902 ;
- Au temps de Ramsès et d'Assourbanipal, Hachette, Paris, 1910;
- Histoire générale de l'art. L'Égypte, Hachette, Paris, 1912 ;
- Avec Étienne Drioton, Fouilles exécutées à Baouît, 1, no 59,1, MIFAO, Le Caire, 1932.

### Bernard Mathieu
- La Poésie amoureuse de l'Égypte ancienne. Recherches sur un genre littéraire au Nouvel Empire, Bibliothèque d'études 115, IFAO, Le Caire, 1996 (récompensée en 1997 par le prix Gaston-Maspero, décerné par l'Académie des inscriptions et belles-lettres) ;
- Éditeur, avec C. Berger, des études sur l'Ancien Empire et la nécropole de Saqqâra dédiées à Jean-Philippe Lauer, Orientalia Monspeliensia IX, université Paul-Valéry, Montpellier, 1997 ;
- Les textes de la pyramide de Pépi Ier. Description et analyse (en collaboration avec J. Leclant, C. Berger-El Naggar, I. Pierre-Croisiau), Mémoires de l'Institut français d'archéologie orientale 118/1-2, IFAO, Le Caire, 2001 ;
- avec Pierre Grandet, Cours d'égyptien hiéroglyphique [détail des éditions]
- Éditeur, avec S. Bickel, de D'un monde à l'autre. Textes des Pyramides et Textes des Sarcophages, Bibliothèque d'études 139, IFAO, Le Caire, 2004 ;
- Jean Kuzniar, La construction de la grande pyramide et ses outils, préface à Jean Kuzniar, La pyramide de Khéops, Une solution de construction inédite, éditions du Rocher, collection Champollion, octobre 2017, p. 8-12,  (ISBN 978-2-268-09051-1).
- La Littérature de l'Égypte ancienne, tome I (2021), II (2021), III (2023), IV (2025), Paris, Les Belles Lettres. Deux autres tomes sont à venir ;
- Nombreux articles dans les revues spécialisées.

### Colleen McCullough
- César et Cléopâtre, Presses de la Cité, 2005  (ISBN 2-7441-7895-0)

### Dimitri Meeks
- avec Christine Favard-Meeks, La Vie quotidienne des dieux égyptiens, éd. Hachette, 1993

### Bernadette Menu
- Le régime juridique des terres et du personnel attaché à la terre dans le Papyrus Wilbour, Publications de la faculté des lettres et sciences humaines, N°XVII, Institut de papyrologie et d'égyptologie, Lille, 1970 ;
- Recherches sur l'histoire juridique, économique et sociale de l'ancienne Égypte, Versailles, 1982 ;
- Droit, économie, société de l'Égypte ancienne, préface de Jean Yoyotte, Versailles, 1984 ;
- Nesmin le Magicien. Une histoire de la pierre de Rosette (Prix Fayolle de l'Académie des Jeux Floraux de Toulouse, 1992), éditions Geuthner, Paris, 1991 ;
- Vivre en Égypte ancienne, coll. « Découvertes Gallimard Texto » (no 1), éditions Gallimard, Paris, 1998 ;
- Ramsès II, souverain des souverains, coll. « Découvertes Gallimard / Histoire » (no 344), éditions Gallimard, Paris, 1998 ;
- Recherches sur l'histoire juridique, économique et sociale de l'ancienne Égypte II, Bibliothèque d'étude 122, IFAO, Le Caire, 1998 ;
- L'Obélisque de la Concorde, Lunx, Versailles, 1987 ;
- Petite grammaire de l'égyptien hiéroglyphique à l'usage des débutants, éditions Geuthner, Paris, 2003 (dernier tirage) ;
- Petit lexique de l'égyptien hiéroglyphique à l'usage des débutants, éditions Geuthner, Paris, 2003 (dernier tirage) ;
- Égypte pharaonique. Nouvelles recherches sur l'histoire juridique, économique et sociale de l'ancienne Égypte, Droits et Cultures, éditions L'Harmattan, Paris, 2004 ;
- Exercices corrigés de la petite Grammaire de l'égyptien hiéroglyphique à l'usage des débutants, éditions Geuthner, Paris, 2005 (dernier tirage) ;
- Maât, l'ordre juste du monde, Le Bien Commun, éditions Michalon, Paris, 2005.
- Nouvelles recherches sur l'histoire juridique, économique et sociale de l'ancienne Égypte, éd. l'Harmattan, 2005  (ISBN 2-7475-7706-6)

### Marianne Michel
- Les mathématiques de l'Égypte ancienne. Numération, métrologie, arithmétique, géométrie et autres problèmes, Bruxelles, Safran (éditions), 2023, 604 p. [détail des éditions]

### Béatrix Midant-Reynes
- Aux origines de l'Égypte. Du Néolithique à l'émergence de l'État, éd. Fayard, 2003.

### Anne Millard
- Le Nil au fil du temps - La fabuleuse histoire de l’Égypte de la source du fleuve au delta, Gallimard, 2005  (ISBN 2-7441-7509-9)

### Franck Monnier
- Les forteresses égyptiennes, du prédynastique au Nouvel Empire [détail des éditions]
- Vocabulaire d'architecture égyptienne [détail des éditions]

### Pierre Montet
- Scènes de la vie privée dans les tombeaux égyptiens de l'Ancien Empire, no 24, publication de la faculté des lettres de Strasbourg, Paris, 1925.
- Byblos et l'Égypte, quatre campagnes de fouilles à Gebeil, 1921-1922-1923-1924, no 11, Bibliothèque archéologique et historique, Paris, 1928.
- Les nouvelles fouilles de Tanis, no 20, publication de la faculté des lettres de Strasbourg, Paris, 1933.
- Le drame d'Avaris, P. Geuthner, Paris, 1941.
- Tanis, douze années de fouilles dans une capitale oubliée du delta égyptien, Payot, Paris, 1942.
- La vie quotidienne en Égypte - au temps des Ramsès, Éd. Hachette, 1946, Paris.
- Avec A. Lézine, P. Amiet et E. Dhorme, La Nécropole royale de Tanis, 1947-1960, en trois grands volumes décrivant tous les objets exhumés.
- Isis, ou, À la recherche de l'Égypte ensevelie, Hachette, Paris, 1956.
- Géographie de l'Égypte ancienne, Ire partie, To-mehou, la Basse Égypte, Lib. C.Klincksieck, Paris, 1957.
- Lettres de Tanis, 1939-1940, la découverte des trésors royaux, présentées par sa fille Camille Montet Beaucour, Éd. du Rocher, Monaco, (posthume) 1998.

### Siegfried Morenz
- La Religion égyptienne, éd. Payot, 1962

### Thierry Mouelle
- Le Pharaon inattendu, éd. Menaibuc, 2004

## O

### Claude Obsomer
- Égyptien hiéroglyphique. Série pédagogique, Bruxelles, Safran (éditions), coll. « Langues et cultures anciennes », 2009 (présentation en ligne)
- Égyptien hiéroglyphique. Grammaire pratique du moyen égyptien et exercices d'application, Bruxelles, Safran (éditions), coll. « Langues et cultures anciennes », 2003, 191 p. (ISBN 2-9600371-1-1)
- Sésostris Ier. Étude chronologique et historique du règne, Connaissance de l'Égypte Ancienne, 1995,  (ISBN 2-87268-004-7) (épuisé), disponible en PDF sur CDRom  (ISBN 2-9600469-4-3)
- Les Campagnes de Sésostris dans Hérodote. Essai d'interprétation du texte grec à la lumière des réalités égyptiennes, Connaissance de l'Égypte ancienne, 1989,  (ISBN 2-87268-000-4)

## P

### Delia Pemberton
- Puissance et richesse des Pharaons, 2004  (ISBN 2-7441-7610-9)

### Alexandra Philip-Stéphan
- Dire le droit en Égypte pharaonique. Contribution à l'étude des structures et mécanismes juridictionnels jusqu'au Nouvel Empire, Bruxelles, Safran (éditions), 2008, 336 p. (ISBN 978-2-87457-018-6, présentation en ligne)

### Georges Posener
- Dictionnaire de la civilisation égyptienne, en collaboration avec S. Sauneron et J. Yoyotte, éd. Hazan, 1988

## R

### Hermann Ranke
- Die ägyptischen Personennamen, JJ Augustine, Glückstadt, 1935.

### Donald Bruce Redford
- History and Chronology of the 18th dynasty of Egypt: Seven studies, Toronto University Press, 1967 ;
- Avec A.K. Grayson, Papyrus and tablet, Prentice-hall, Englewood Cliffs, 1973.
- Avec R.W. Smith, The Akhenaten temple project, 1, initial discoveries, Aris & Phillips, Warminster, 1976 ;
- Akhenaten: The Heretic King, Princeton University Press, 1984 ;
- (en) Pharaonic King-Lists, Annals, and Day-Books : A Contribution to the Study of the Egyptian Sense of History [détail des éditions]
- Egypt, Canaan, and Israel in Ancient Times, Princeton University Press, 1992 ;
- Avec S. Redford, The Akhenaten temple project, 4, The tomb of Re'a, TT 201, no 3, Aegypti texta propositaque, Akhenaten temple project, Toronto, 1994.
- The Akhenaten temple project, 3, The excavation of Kom el-Ahmar and environs, no 2, Aegypti texta propositaque, Akhenaten temple project, Toronto, 1994.
- Le Wadi Tumilat, no 213, p. 50-53, Les Dossiers d'archéologie, Dijon, 1996;
- The Oxford Encyclopedia of Ancient Egypt, Oxford-New York, 2001;
- The Harem Conspiracy. The Murder of Ramesses III, DeKalb, 2002;
- The Wars in Syria and Palestine of Thutmose III, Culture and History of the Ancient Near East 16, Leiden Brill, 2003,  (ISBN 9004129898).

### Carl Nicholas Reeves
- (en) On the Miniature Mask from the Tut'ankhamun Embalming Cache, no 8, p. 81-83, BSEG, Genève, 1983.
- (en) Two Architectural Drawings from the Valley of the Kings, no 61, p. 43-49, CdE, Bruxelles, 1986.
- Toutânkhamon ; le roi, la tombe, le trésor royal, Thames and Hudson Ltd, Londres, 1990, Éd. Belfond, Paris, 1991  (ISBN 2-7144-2697-2)
- (en) Echnaton, valse profeet en gewelddadige farao,  (ISBN 90-4390-235-7)
- (en) The Tomb of Queen Tìyi, The Discovery of the Tomb, KMT Communications, San Francisco, 1990.
- (en) Valley of the Kings, The Decline of a Royal Necropolis, Kegan Paul International, Londres, 1990.
- (en) Avec J.R. Harris, Akhenaten and Nefernefruaten in the Tomb of Tut'ankhamun, p. 55-72, After Tut'ankhamun. Research and Excavation in the Royal Necropolis at Thebes, Kegan Paul International, Londres, 1992.
- (en) Introduction, in After Tut'ankhamun. Research and Excavation in the Royal Necropolis at Thebes, Kegan International, Londres, 1992.
- (en) Avec R.H. Wilkinson, The Complete Valley of the Kings, Tombs and Treasures of Egypt's Greatest Pharaohs, Thames and Hudson, Londres, 1996.
- (en) Avec E. Goring et J. Ruffle, Chief of seers, Kegan Paul International, Londres, New York, 1997.
- Les grandes découvertes de L'Égypte ancienne, Monaco, 2001.
- (en) Akhenaten. Egypt's False Prophet, New York, 2001.

### Brigitte Riebe
- Sahti, femme noire du Nil [détail des éditions]

### Claude Rilly
- Le méroïtique et sa famille linguistique, Peeters, Louvain, 2010  (ISBN 978-90-429-2237-2)

### Catherine Rommelaere
- Les chevaux du Nouvel Empire égyptien. Origines, races, harnachement, Bruxelles, Safran (éditions), coll. « Connaissance de l'Égypte ancienne » (no 3), 1991, 278 p. (ISBN 2-87268-002-0)

### Stéphane Rossini
- Nétèr - Dieux d'Égypte, Trismegiste, 1992  (ISBN 2-86509-045-0)

## S

### Messod Sabbah
- Les Secrets de l'Exode, éd. Livre de Poche, 2003

### Serge Sauneron
- Les Prêtres de l'ancienne Égypte, éd. Seuil, 1957

### Isha Schwaller de Lubicz
- Her-Bak « Pois Chiche » - Visage vivant de l'ancienne Égypte, coll. Champ, éd. Flammarion.
- Her-Bak, disciple de la sagesse égyptienne, coll. Champs, éd. Flammarion.

### René Adolphe Schwaller de Lubicz
- Du Symbole et de la Symbolique, Dervy-Livres.
- Le miracle Égyptien, coll. Champ, éd. Flammarion.
- Le roi de la théocratie Pharaonique, coll. Champ, éd. Flammarion.
- Le Temple dans l'Homme, Dervy-Livres.

### Jean-François Sers
- Le secret de la pyramide de Khéphren, Éditions du Rocher, 1991  (ISBN 2-268-01247-6)

### Alberto Siliotti
- Égypte, terre des pharaons, Éditions Gründ, 1994  (ISBN 2-7000-2117-7)
- La vallée des Rois - Guide des meilleurs sites, Gründ, 1996  (ISBN 2-7000-3412-0)
- Journal de voyage en Égypte : inauguration du canal de Suez, avec Roberto Morra Di Lavriano, Alain Vidal-Naquet, Gründ, 1997,  (ISBN 2700024354)
- Découverte de l'Égypte ancienne, Gründ, 1998,  (ISBN 2700021371)
- Demeures d'éternité, Gallimard, 2000,  (ISBN 207053524X)
- Voyages en Égypte et en Nubie de Giovanni Belzoni, Gründ, 2001  (ISBN 2-7000-2440-0)
- Egypt splendours of an ancient civilization, Thames & Hudson Gb, 2002  (ISBN 0500283389)
- Pyramides, Gründ, 2005,  (ISBN 2700010787)
- La Vallée des rois, avec Maurizio Würtz et Nadia Repetto, Gründ, 2006  (ISBN 270001412X)

### Gilbert Sinoué
- Akhénaton - Le dieu maudit, Flammarion, 2004  (ISBN 2-7441-7654-0)

### Henri Stierlin
- Les Pharaons bâtisseurs, Pierre Terrail, 1992  (ISBN 2-87939-062-1)

## T

### François Trassard
- La Vie des Égyptiens au temps des Pharaons, Larousse, 2003  (ISBN 2-7441-6698-7)

### Claude Traunecker
- Les Dieux de l'Égypte, Que sais-je ? no 1194, PUF, 1991

## V

### Dominique Valbelle
- Ouchebtis de Deir el-Médineh, DFIFAO, Le Caire, 1972.
- La Tombe de Hay à Deir el-Médineh, no 267, IFAO, Le Caire, 1975.
- Études sur l'Égypte et le Soudan anciens, avec Bernard Boyaval, Brigitte Gratien, Charles Bonnet, Michel Dewachter, Luc Limme, Yvan Koenig, Françoise de Cenival, Françoise Dunand, Jean Gascou, Jean Vercoutter et Bernadette Menu, CRIPEL, Presses universitaires de Lille, septembre 1975, janvier 1976, 1979, 1981 et janvier 1985.
- Catalogue des poids à inscriptions hiératiques de Deir el-Médineh N° 5001-5423, DFIFAO, Le Caire, 1977.
- Les Égyptiens au Sinaï, avec Guillemette Andreu-Lanoë, Pau Figueras, Jean Vercoutter, Jacques Briend, Marie-Ange Bonhême, Yvan Koenig, Paule Posener-Kriéger, Jurgen Osing, Jean-Louis Ska, Hourig Sourouzian et Manfred Bietak, Bayard-Presse, Paris, 1979
- Satis et Anoukis, Philipp von Zabern, Mainz, 1981
- Avec G. Husson, L'État et les institutions en Égypte, des premiers Pharaons aux empereurs romains, A. Collin, Paris, 1982, 1992. En espagnol, Instituciones de Egypto/Instituto o Egypto: De los primeros faraones a los Emperadores Romanos, Ediciones Catedra S.A., septembre 1999.
- Précisions apportées par l'iconographie à l'un des emplois du mot "dmj", MGEM, IFAO, Le Caire, 1985.
- Les Ouvriers de la tombe, Deir El-Médineh à l'époque ramesside, bibliothèque d'étude, no 96, IFAO, Le Caire, 1985.
- Sociétés urbaines en Égypte et au Soudan, avec Charles Bonnet, Brigitte Gratien, Françoise Dunand, Yvan Koenig, Michel Dewachter, Bernard Boyaval, Françoise de Cenival et Jean Gascou, CRIPEL, Presses universitaires de Lille, janvier 1985.
- La Vie dans l'Égypte ancienne, no 1302, Que sais-je ?, PUF, Paris, 1988, 1992 et 2000.
- Naissance des cités, avec J.L. Huot et J.P. Thalmann, Origines, Nathan, Paris, 1990.
- Les neuf arcs, L'Égyptien et les étrangers de la préhistoire à la conquête d'Alexandre, Armand Colin, Paris, 1990.
- L'Égyptologie, Que sais-je ?, no 1312, PUF, Paris, 1991, 1994.
- La notion d'identité dans l'Égypte pharaonique, vol. 2, p. 551-556, Atti del VI Congresso Internazionale di Egittologia, Turin, 1993.
- Le sanctuaire d'Hathor, maîtresse de la turquoise, Sérabit el-Khadim au Moyen Empire, avec Charles Bonnet, Picard, Paris, 1996.
- Avec M. El Maksoud, « La marche du Nord-est », no 213, p. 60-65, dans Les Dossiers d'archéologie, Paris, 1996.
- Avec Charles Bonnet, Le Sinaï durant l'antiquité et le Moyen Âge, 4000 ans d'histoire pour un désert, colloque tenu à l'UNESCO (septembre 1997), Errance, Paris, 1998.
- Villes et campagnes de l'Égypte ancienne, dossiers de diapositives, La Documentation Française, Paris, juin 1998.
- Histoire de l'État pharaonique, édition PUF, avril 1998 et avril 2000.
- La Pierre de Rosette, avec Robert Solé, Éd. du Seuil, 1999 et collection Ponts, février 2004. En anglais : The Rosetta Stone: The story of the decoding of hieroglyphics, Profile Books Ltd, avril 2001 et juillet 2002, Four Walls Eight Windows, avril 2002.
- L'acrobate au taureau: les découvertes de Tell el-Da'a et l'archéologie de la Méditerranée orientale, 1800-1400 av. J.-C. avec Marguerite Yon, Mohamed Abd El-Maksoud, Pascal Darcque, Jean-Claude Poursat, Manfred Bietak, Jean-Marie Durand, Gilles Touchais et Annie Caubet, collection « Louvre - conférences et colloques », La Documentation Française, mai 1999
- Édifices et rites funéraires à Kerma, avec Charles Bonnet, Louis Chaix, Béatrice Privati, Marion Berti, Daniel Berti et Alfred Hidber, Mission archéologique de l'Université de Genève à Kerma, collection Érudition, Errance, Paris, mai 2000.
- Le Camp romain du Bas-Empire à Tell el-Herr, avec Pascale Ballet, Jean-Yves Carrez-Maratray et la mission franco-égyptienne du Nord-Sinaï, Errance, 2000 et 2001.
- Le Décret de Memphis : Colloque dela Fondation Singer-Polignac à l'occasion de la célébration du bicentenaire de la découverte de la pierre de Rosette, Paris, 1er juin 1999, Diffusion de Boccard, 2000
- La Vie dans l'Égypte ancienne, édition PUF, 2000.
- Les artistes de la vallée des Rois, Éditeur Hazan Eds, 2000 et 2005,  (ISBN 2850258202)
- Images et représentations du pouvoir et de l'ordre social dans l'Antiquité, Actes du colloque, Angers, 28-29 mai 1999, avec Robert Bedon, Stéphane Benoist, Jean-Marie Bertrand, Frédéric Hurlet, Pierre Cosme, Françoise Gury, Marie-Henriette Quet et Michel Molin, De Boccard, janvier 2001.
- Les artistes de la Vallée des Rois, Fernand Hazan, Paris, mars 2002 et 2005.
- La vie en Égypte au temps des pharaons, avec Geneviève Pierrat-Bonnefois, Robert Demarée, Mohamed el-Bialy, Pierre Grandet, Allessandro Roccati, Pascal Vernus, Jean Yoyotte et Guillemette Andreu-Lanoë, Éditions Kheops, décembre 2004.
- Le temple principal de la ville de Kerma et son quartier religieux, avec Charles Bonnet, Béatrice Privati, Marion Berti, daniel Berti et Alfred Hidber, Mission archéologique de l'Université de Genève à Kerma, collection Éruditions, Errance, Paris, mai 2004.
- Dictionnaire de l'Antiquité, avec Jean Andreau, Maurice Sartre, Yves Modéran, Annie Sartre-Fauriat et Luc Brisson, sous la direction de Jean Leclant, Dominique Valbelle y a signé 94 articles, collection Quadrige, PUF, septembre 2005.
- Des Pharaons venus d'Afrique : la cachette de Kerma, avec Charles Bonnet et Jean Leclant, Citadelles et Mazenod, octobre 2005. En anglais : The nubian Pharaohs: Black kings on the Nile, the American University in Cairo Press, décembre 2006.
- Tell el-Herr : les niveaux hellénistiques et du Haut-Empire, Éditions Errance, août 2007,  (ISBN 9782877722070).
- The Rosetta Stone and the rebirth of Ancient Egypt, avec John Ray et Robert Solé, Wonders of the World, Profile Books, février 2007 et juillet 2008.
- Les Chemins d'Horus, Éditeur Grasset, Paris, 2010  (ISBN 9782246742517)

### Michel Valloggia
- Les Oasis d'Égypte dans l'Antiquité, des origines au IIe millénaire av. J.-C., Infolio, Gollion, Suisse, 2004  (ISBN 2-88474-800-8)

### Philipp Vandenberg
- Toutânkhamon, Pierre Belfond, 1994  (ISBN 2-7028-0373-3)
- Ramsès II, Pierre Belfond, 1994  (ISBN 2-7028-0371-7)

### Claude Vandersleyen
- Les guerres d'Amosis, fondateur de la XVIIIe dynastie, Bruxelles, coll. « Monographies Reine Elisabeth, 1 », 1971 ;
- Chronologie des préfets d'Égypte de 284 à 395, Bruxelles, Latomus, 1962 ;
- « Des obstacles que constituent les cataractes du Nil », Bulletin de l'IFAO (BIFAO), Institut français d'archéologie orientale, no 69,‎ 1971, p. 253-266 ;
- Das Alte Ägypten, Berlin, Propyläen Kunstgeschichte 15, 1975 ;
- L'Égypte et la vallée du Nil, vol. II : De la fin de l'Ancien Empire à la fin du Nouvel Empire, Paris, Presses universitaires de France, coll. « Nouvelle Clio », 1995 ;
- La guerre de Ramsès II contre les Hittites. Der Hettiterkrieg Ramses'II. Réédition du texte allemand (Vienne, 1939) et traduction française de Claude Vandersleyen, Bruxelles, Safran (éditions), coll. « Connaissance de l'Égypte Ancienne », 1996 (ISBN 2-87268-005-5, présentation en ligne).
- Ouadj Our. Un autre aspect de la vallée du Nil, Bruxelles, Safran (éditions), coll. « Connaissance de l'Égypte Ancienne », 1999, 447 p. (ISBN 2-87268-006-3, présentation en ligne).
- « Le relief d’Amenhotep Ier au Louvre B 58 = E 11278 », Res Antiquae, no 1,‎ 2004, p. 227-229 ;
- Iahmès Sapaïr fils de Séqénenré (XVIIe dynastie), Bruxelles, Safran (éditions), coll. « Connaissance de l'Égypte Ancienne », 2005, 96 p. (ISBN 2-87457-002-8, présentation en ligne).
- « Où est mort le grand Pompée, l’adversaire malheureux de Jules César ? », Res Antiquae, no 3,‎ 2006, p. 139-150 ;
- Le delta et la vallée du Nil. Le sens de ouadj our (wȝd wr), Bruxelles, Safran (éditions), coll. « Connaissance de l'Égypte Ancienne », 2008, 351 p. (ISBN 978-2-87457-021-6, présentation en ligne).
- Écrits sur l'art égyptien. Textes choisis, réunis et édités par Nadine Cherpion et A.-L. Oosthoek, Bruxelles, Safran (éditions), coll. « Connaissance de l'Égypte Ancienne », 2012, 466 p. (ISBN 978-2-87457-051-3, présentation en ligne).
- Le Rapport d’Ounamon (vers 1065 avant Jésus-Christ) : Analyse d’une mission manquée, Bruxelles, Safran (éditions), coll. « Connaissance de l'Égypte Ancienne », 2013 (ISBN 978-2-87457-056-8, présentation en ligne).

### Herman te Velde
- (en) Herman te Velde (trad. Mrs. G. E. van Baaren-pape), Seth, God of Confusion. A Study of his Role in Egyptian Mythology and Religion, Leyde, Brill, 1967 (réimpr. 1977) (lire en ligne)

- (en) Herman te Velde, « The Egyptian God Seth as Trickster », JARCE 7,‎ 1968, p. 37-40

- Herman te Velde (trad. Christian Bégaint), Seth, ou la divine confusion : Une étude de son rôle dans la mythologie et la religion égyptienne, Scribd, 2011, 172 p. (lire en ligne)

### Jean Vercoutter
- Avec Cyril Aldred, J.L. Cenival, F. Debono, Christiane Desroches Noblecourt, Jean-Philippe Lauer et Jean Leclant, Le temps des pyramides, L'univers des formes, Gallimard, Paris, 1978.
- Avec Ch. Desroches Noblecourt, Un siècle de fouilles françaises en Égypte 1880-1980, à l'occasion du centenaire de l'école du Caire (IFAO), musée du Louvre, musée d'art et d'essai, palais de Tokyo, Paris, 21 mai / 15 octobre 1981, IFAO, Le Caire, 1981.
- Essai sur les relations entre Égyptiens et pré-hellènes, no 6, L'orient ancien illustré, A. Maisonneuve, Paris, 1954.
- L'Égypte et le monde égéen pré-hellénique, étude critique des sources Égyptiennes du début de la XVIIIe à la fin de la XIXe dynastie, no 22, BdE, IFAO, Le Caire, 1956.
- L'Égypte ancienne, Que sais-je ?, no 247, PUF, Paris, 1960, 1982.
- Institut français d'archéologie orientale du Caire, Livre du Centenaire (1880-1980), no 104, MIFAO, Le Caire, 1980.
- Les Affamés d'Ounas et le changement climatique de la fin de l'Ancien Empire, MGEM, IFAO, Le Caire, 1985.
- À la recherche de l’Égypte oubliée, coll. « Découvertes Gallimard / Archéologie » (no 1), Paris, 1986, 1988, 1991, 1998, 2000 et 2007.
- L'Égypte et la vallée du Nil, des origines à la fin de l'ancien empire 12000-2000 av. J.-C., Nouvelle Clio, PUF, Paris, 1992.
- Le déchiffrement des hiéroglyphes égyptiens 1680-1840, p. 579-586, The Intellectual Heritage of Egypt, Budapest, 1992.
- La fin de l'Ancien Empire : un nouvel examen, vol. 2, p. 557-562, Atti del VI Congresso Internazionale di Egittologia, Turin, 1993.
- Les barrages pharaoniques. Leur raison d'être, p. 315-326, Les problèmes institutionnels de l'eau en Égypte ancienne et dans l'Antiquité méditerranéenne, IFAO, Le Caire, 1994.
- Étude des techniques de construction dans l'Égypte ancienne, 3, la décoration des parois, son principe et les dangers d'équivoques qu'elle peut entraîner en ce qui concerne la datation des édifices, MGEM, IFAO, Le Caire, 1985.

### Pascal Vernus
- Chants d'amour de l'Égypte antique, édité par Pascal Vernus, imprimerie Nationale, Paris, 1992 ;
- Essai sur la conscience de l'Histoire dans l'Égypte pharaonique, Pascal Vernus dans Bibliothèque de l'École des Hautes Études Sciences historiques et philogiques (tome 132), Paris, 1995 ;
- La Littérature des pharaons, édition Sujets, Belin, Paris, 1997 ;
- Dieux de l'Égypte, photographies de Erich Lessing, Imprimerie nationale, Paris, 1998 ;
- Sagesses de l'Égypte pharaonique, édition La Salamandre, Imprimerie Nationale, Paris, 2001  (ISBN 978-2743303327) ;
- Affaires et scandales sous les Ramsès. La crise des valeurs dans l'Égypte du Nouvel empire, édition J'ai lu, Paris, 2001,  (ISBN 978-2290312063) ;
- avec Jean Yoyotte, Dictionnaire des pharaons [détail des éditions]
- Le Bestiaire des pharaons, avec Jean Yoyotte, édition Librairie Académique Perrin, 2005  (ISBN 978-2262022334) ;
- Dieux et pharaons d'Égypte, édition Générales First, 2006  (ISBN 978-2754001557).

### Anne-Sophie von Bomhard
- Paléographie du Papyrus Wilbour, Cybèle, 1998  (ISBN 2-9512092-4-X)
- Le Calendrier égyptien - Une œuvre d'éternité, Periplus, 1999  (ISBN 1-902699-04-1)
- The naos of the Decades : Underwater Archaeology in the Canopic Region in Egypt, Oxford Center for Maritime Archaeology: Monograph 3, Institute of Archaeology, University of Oxford, 2008  (ISBN 978-1-905905-04-1)

## W

### Mika Waltari
- Sinouhé l'Égyptien [détail des éditions]

### Dietrich Wildung
- Égypte - De la préhistoire aux Romains, Taschen, 1997  (ISBN 3-8228-8363-8)

## Z

### Christiane Ziegler
- Avec Hervé Champollion et Diane Harlé, L'Égypte de Jean-François Champollion - Lettres et journaux de voyage aux éditions Jean-Paul Mengès - 1989
- Avec Christophe Barbotin et Marie-Hélène Rutschowscaya, Le Louvre : les antiquités égyptiennes, Le Louvre aux éditions Scala, 1990
- Le Mastaba d'Akhethetep : une chapelle funéraire de l'Ancien Empire, aux éditions de la Réunion des Musées Nationaux, 1993
- Avec Jean-Marcel Humbert et Michael Pantazzi, Égyptomania : L'Égypte dans l'art occidental, 1730-1930, aux éditions Réunion des Musées Nationaux - 1994
- Avec Guillemette Andreu, Marie-Hélène Rutschowscaya, L'Égypte ancienne au Louvre, aux éditions Hachette Littérature, 1997
- La mission archéologique du Louvre à Saqqara. Dernières découvertes dans Comptes-rendus de l'Académie des Inscriptions et Belles-Lettres, 1997
- Les Statues égyptiennes de l'Ancien Empire, dans la collection des Catalogues du Louvre aux éditions Réunion des Musées Nationaux, 1997
- L'Art de l'Ancien Empire égyptien : Actes du colloque organisé au musée du Louvre par le Service culturel les 3 et 4 avril 1998, aux éditions La Documentation française, 1999
- Avec Jean-Pierre Adam, Les Pyramides d'Égypte, aux éditions Hachette Littérature, 1999
- Avec Jean-Luc Bovot, Art et archéologie : L'Égypte ancienne, dans la collection Manuel du Louvre aux éditions Réunion des Musées Nationaux - 2001
- Les Pharaons, aux éditions Flammarion – 2002
- Le Scribe « accroupi », aux éditions Réunion des Musées Nationaux, 2002
- Avec Annie Gasse, Les Stèles d'Horus sur les crocodiles, aux éditions Réunion des Musées Nationaux, 2004
- Avec Jean-Luc Bovot, L'Art égyptien aux éditions Larousse, 2004
- Pharaon, aux éditions Flammarion, 2004
- Avec Hervé Champollion, L'Égypte : lettres et journaux du voyage (1828-1829) par Jean-François Champollion, aux éditions de Lodi, 2005
- Le Mastaba d'Akhethetep. Fouilles du Louvre à Saqqara, vol. I, Peeters, Louvain (Belgique), mars 2007
- Saqqara - Les Tombeaux de Basse Époque, Peeters, Louvain (Belgique), prévu pour 2008
- La Nécropole de Basse Époque. Les tombes hypogées F, h, j, q et nl, Peeters, Louvain (Belgique), 2011  (ISBN 978-90-429-2447-5)